# Frankenstein ou le Prométhée moderne
Vous lisez un « article de qualité » labellisé en 2013.
Pour les articles homonymes, voir Frankenstein et Prométhée (homonymie).
Frankenstein ou le Prométhée moderne (Frankenstein; or, The Modern Prometheus) est un roman épistolaire publié anonymement le 1er janvier 1818 par Mary Shelley, et traduit pour la première fois en français par Jules Saladin, en 1821. Il relate la création par un jeune savant suisse, Victor Frankenstein, d'un être vivant assemblé avec des parties de chairs mortes. Horrifié par l'aspect hideux de l'être auquel il a donné la vie, Frankenstein abandonne son « monstre ». Mais ce dernier, doué d'intelligence, se venge par la suite d'avoir été rejeté par son créateur et persécuté par la société.
Le système narratif est fondé sur une série de récits en abyme enchâssés les uns dans les autres. Le cadre général est celui d'une tentative d'exploration polaire par Robert Walton ; à l'intérieur se situe l'histoire de la vie de Victor Frankenstein, recueilli par l'explorateur sur la banquise ; enfin, cette dernière recèle la narration faite à Frankenstein par le monstre, en particulier des tourments qu'il a endurés.
Le roman trouve son origine dans le séjour en Suisse, en juin 1816, d'un groupe de jeunes romantiques, parmi lesquels Mary Wollstonecraft Godwin, son amant et futur mari Percy Bysshe Shelley, et leur ami Lord Byron. Ce dernier propose, pour passer le temps, que chacun écrive une histoire d'épouvante. Byron entame un brouillon qui sera repris par John Polidori et publié sous le titre Le Vampire, un court récit qui lance le thème du vampirisme en littérature ; c'est cependant Mary — alors âgée de dix-neuf ans — qui signe avec Frankenstein ou le Prométhée moderne le texte le plus élaboré et le plus abouti.
Dès sa parution, Frankenstein est catalogué en roman gothique ; tiré à 500 exemplaires seulement, il est ensuite considéré par la plupart des critiques comme un chef-d'œuvre de ce genre littéraire qui était auparavant décrié. Récit à la fois horrifique et philosophique, l'œuvre de Mary Shelley est également l'un des textes précurseurs de la science-fiction.
Le succès immédiat et continu de Frankenstein repose sur des fondations différentes de celles des précédents romans gothiques, sinon dans leur aspect, du moins dans leur essence. Substituant l'horreur à la terreur, le roman de Mary Shelley se déleste de tout merveilleux, privilégie l'intériorisation et s'ancre dans la rationalité, au point que son gothique en devient presque réaliste.
Depuis sa publication, Frankenstein a suscité de très nombreuses adaptations, tant pour la scène du théâtre ou du music-hall que pour le cinéma et la télévision : d'autres supports comme la bande dessinée ou les jeux vidéo se sont également emparés du sujet, quitte à le déformer. Après avoir été un « mythe » littéraire, Frankenstein devient un mythe cinématographique, et plus largement un élément de la culture populaire. Bien que souvent représentés sous des formes très éloignées du récit originel de Mary Shelley, l'histoire de Frankenstein et les personnages qui y sont associés demeurent des archétypes, voire des stéréotypes, du fantastique et de l'épouvante.

## Intrigue

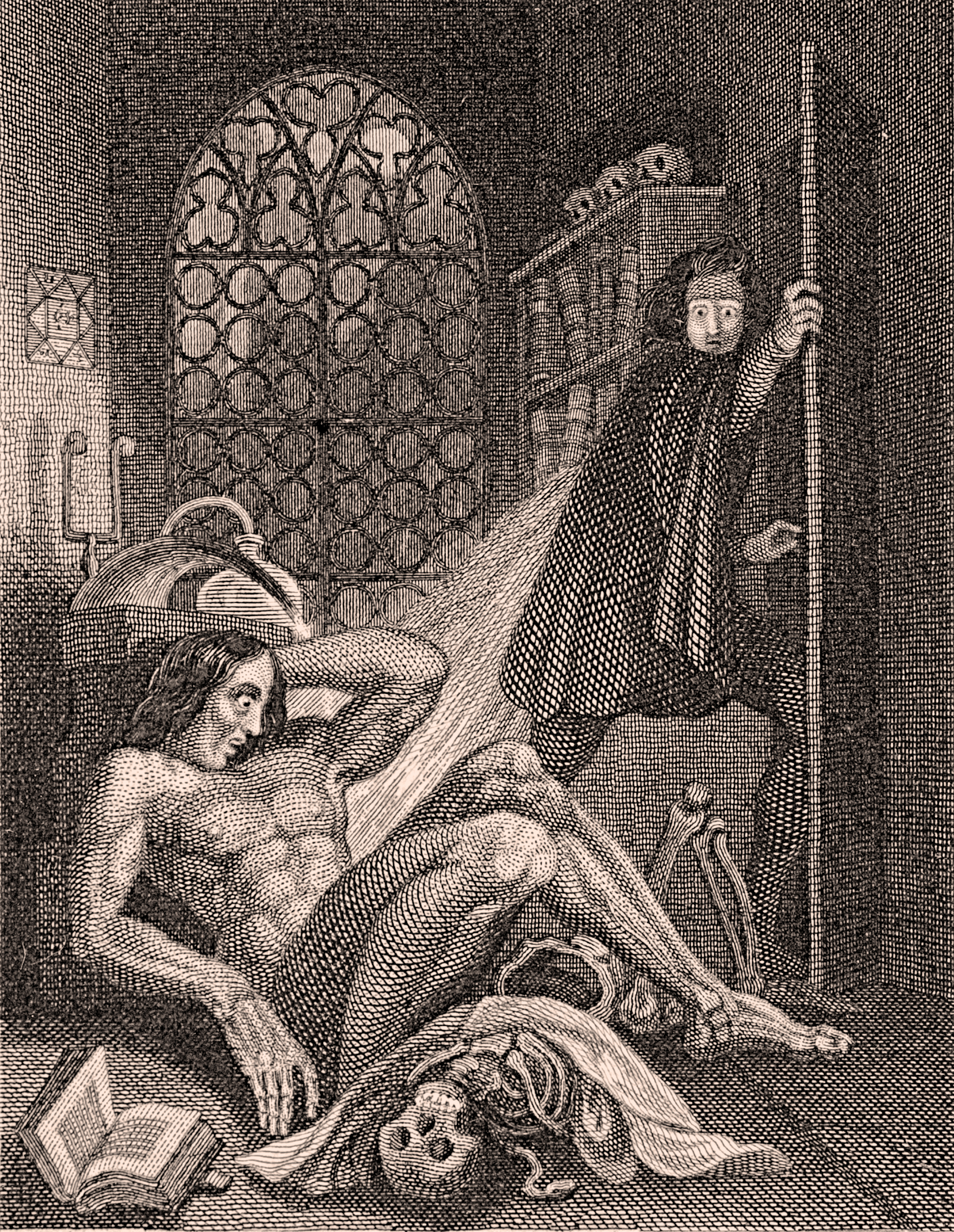
Illustration de la première édition de 1831.

Frankenstein est un récit enchâssé, genre littéraire populaire au XVIIIe siècle. Il est composé de plusieurs couches de récits emboîtés émanant de différents correspondants et, enchâssées dans l'ensemble, plusieurs histoires de vie.

### Introduction: récit-cadre de Robert Walton
Le premier et principal correspondant, Robert Walton, raconte à sa sœur, Margaret Walton Saville, les aventures qu'il vit lors de son expédition maritime vers le pôle Nord. Il aperçoit un traîneau conduit par un géant (qui est le monstre), puis rencontre un homme et son traîneau, identique au précédent, à la dérive sur un bloc de glace. C'est Victor Frankenstein qui, désespéré et désabusé, lui raconte la raison de ses malheurs.

### Récit enchâssé de Victor Frankenstein
Il est issu d'une famille relativement nombreuse qui s'est fixée à Genève. D'abord étudiant en philosophie naturelle, il s'est découvert une passion pour la pierre philosophale et est parti poursuivre ses travaux à Ingolstadt. Ses progrès lui ayant rapidement permis de découvrir le moyen de donner la vie, il se consacre corps et âme à ce projet qui l'occupe pendant des mois, et réussit à assembler un être surhumain mais d'aspect très repoussant. Lorsque cette créature accède à la vie, Frankenstein, horrifié, prend la fuite. Le lendemain, il rencontre son ami d'enfance, Clerval, et tombe gravement malade. Terrassé par le mal pendant de longs mois, il finit par recouvrer la santé et, alors qu'il se prépare à retourner à Genève, il apprend que son frère William a été assassiné par un "voleur". Il se rend sur place et, près du lieu du crime, aperçoit son monstre. Justine Moritz, la servante de la famille Frankenstein, est accusée du meurtre et, bien que Victor soit convaincu de son innocence, elle est condamnée à mort et exécutée. En proie au plus grand désarroi, Frankenstein part à Chamonix où il rencontre son monstre, envers lequel il éprouve une haine féroce.
C'est alors que la créature lui conte son histoire.

### Histoire dans l'histoire: récit du monstre
Livré à lui-même, le monstre a appris seul à survivre. Il est vite entré en contact avec des humains, mais s'est vu repoussé et chassé tant son aspect difforme les a effrayés. Il en vient à observer une famille où l'éducation d'une étrangère nouvellement arrivée et la découverte des livres lui permettent d'apprendre à parler et à lire. Au bout de quelque temps, il entre en contact avec le père, aveugle, mais se trouve chassé par le reste de la famille. Il s'enfuit, décide de se rendre à Genève pour rencontrer son créateur, dont il sait qu'il l'a abandonné ; mûrissant une sourde vengeance contre l'espèce humaine qui le rejette, il y croise William, le jeune frère de Victor Frankenstein, qui le moque pour sa laideur et lui apprend qu'il est lui-même un Frankenstein ; sur quoi il le tue en l'étranglant et camoufle la scène de façon qu'une tierce personne, en l'occurrence Justine Moritz, puisse être accusée du meurtre de William.

### Reprise du récit enchâssé de Victor Frankenstein
Le monstre demande à Frankenstein de lui concevoir une compagne avec laquelle il pourrait vivre à l'écart de la société dans l'isolement et le bonheur. Frankenstein accepte à contrecœur et, sachant que le monstre a le projet de le suivre et de le surveiller, part pour l'Angleterre avec Clerval qui choisit de résider chez des amis. Lui se rend aux Îles Orcades pour s'y installer un laboratoire et mettre son nouveau projet en œuvre. Alors qu'il est en plein travail et que sa deuxième créature est en voie d'achèvement, il prend soudain conscience qu'il est en train de générer une lignée monstrueuse représentant un grave péril pour l'espèce humaine. Au moment même où il s'acharne à détruire sa création inachevée, le monstre apparaît et, avant de prendre la fuite, lui annonce que désormais, il va s'employer à faire de son existence un enfer. Frankenstein jette ses instruments de chimie à l'eau, mais est entraîné vers le rivage irlandais où il apprend le meurtre de Clerval, son meilleur ami, forfait dont il se voit à tort accusé.
À nouveau terrassé par une grave maladie, il finit par prendre le chemin de la guérison et son innocence est reconnue grâce à l'action de son père venu le soutenir en Angleterre. De retour en sa patrie, il se prépare à épouser sa sœur adoptive, Elizabeth. Cependant, ce projet est connu du monstre déterminé à poursuivre sa vengeance qui assassine la jeune femme dans la nuit suivant la cérémonie. Horrifié, Frankenstein s'en va apprendre la nouvelle à son père qui, sous le choc, s'effondre et meurt. Désormais, il dédie sa vie à la traque à mort du monstre qu'il a créé et qui, s'amusant de ce jeu morbide et tout à fait conscient de sa supériorité, l'emmène vers le Nord dont le froid glacé n'a pas de prise sur lui. Frankenstein, malgré l'aide des esprits des victimes, perd sa trace et s'égare.

### Conclusion: récit-cadre de Robert Walton
Forcé par l'équipage à rebrousser chemin, Walton assiste, impuissant, à la mort de son nouvel ami, trop affaibli pour poursuivre sa traque. Le monstre se présente peu après et apprenant la disparition de son créateur, exprime son dégoût de lui-même. La vengeance qu'il a perpétrée envers un créateur irresponsable, père indigne ayant abandonné son enfant, lui a répugné car il a été doté d'une aspiration innée au bien dont la méchanceté humaine a fini par avoir raison. Désormais, la gravité des crimes qu'il a commis lui devient insoutenable. Le monstre annonce à Walton qu'il va se donner la mort en s'immolant sur un bûcher. Puis, fuyant le bateau, il disparaît dans le brouillard.

## Personnages
- Victor Frankenstein, éponyme du roman, protagoniste et narrateur de la plus grande partie de l'histoire. Lors de ses études à Ingolstadt, il découvre le secret de la vie et, dans les profondeurs d'un laboratoire, fabrique un monstre d'aspect hideux, mais doué d'intelligence. Il éprouve d'emblée du dégoût envers sa créature et l'abandonne, tout en ne révélant à personne son existence. Un sentiment de culpabilité l'accable irrémédiablement lorsqu'il se rend compte de son impuissance à empêcher son « enfant » de répandre la terreur et de représenter une menace pour l'espèce humaine[5],[6].
- Cornelius Agrippa, un Allemand passionné par les sciences occultes et considéré savant ésotériste. À l'âge de 13 ans, Victor commencera à s'intéresser à ses ouvrages
- Le monstre, géant de huit pieds[N 1], hideux mais sensible et intelligent, tente de s'intégrer dans la communauté humaine dont il acquiert par imitation les habitudes et les rites. Cependant, son aspect grotesque et terrifiant éloigne toutes les personnes qu'il rencontre. Ulcéré par sa solitude forcée, aigri par l'abandon dont il est l'objet, il cherche à se venger de son créateur et sème la terreur dans l'entourage de ce dernier[5],[6].
- Robert Walton, explorateur de l'Arctique, ses lettres servent d'introduction et de conclusion au roman. Lors de sa traversée vers le Nord, il rencontre Victor à la dérive sur la banquise, le recueille et le soigne. C'est à lui que Victor confie l'incroyable histoire qui suit, dont ses lettres à sa sœur Mrs Margaret Saville, restée en Angleterre, rendent compte fidèlement[5],[6].
- Alphonse Frankenstein, père de Victor, qui soutient son fils jusqu'au bout de ses forces, lui prodiguant conseils et encouragements, lui rappelle sans cesse l'importance des liens familiaux[5],[6].
- Elizabeth Lavenza, orpheline qui n'a pas tout à fait un an de différence avec Victor, a été adoptée par les Frankenstein. Il existe une variante entre les éditions quant à son véritable statut : en 1818, elle est présentée comme la cousine de Victor, fille de la sœur d'Alphonse ; en 1831, elle est sauvée de la misère d'une masure italienne par la mère de Victor. C'est un modèle de femme au foyer qui demeure très attentionnée envers son frère adoptif[5],[6].
- Henry Clerval, ami d'enfance de Victor, qui l'a soigné lors d'une grave maladie à Ingolstadt. D'abord malheureux dans son travail auprès de son père, il suit le chemin tracé par Victor et se consacre aux sciences. Tout au long du roman, il affiche un optimisme à tout crin qui fait pendant à la morosité de son ami. Il est assassiné par le monstre, crime dont est accusé Victor lui-même[5],[6].
- Ernest Frankenstein, le cadet des frères Frankenstein, il sera le dernier survivant de la famille Frankenstein.
- William Frankenstein, le benjamin des frères de Victor, c'est le chéri de la famille Frankenstein. Le monstre l'étranglera dans les bois jouxtant Genève pour punir Victor de l'avoir abandonné, meurtre qui exacerbe la culpabilité de Victor[5],[6].
- Justine Moritz, jeune fille elle aussi adoptée par les Frankenstein pendant l'enfance de Victor, qui se voit accusée du meurtre de William, est condamnée à tort puis exécutée.
- Caroline Beaufort, fille de Beaufort. Après le décès de son père, elle est recueillie par Alphonse Frankenstein, puis devient sa femme. Elle meurt de la scarlatine après avoir été contaminée par Elizabeth juste avant que Victor ne quitte le foyer à dix-sept ans pour rejoindre Ingolstadt[5],[6].
- Beaufort, négociant, ami du père de Victor.
- De Lacey, famille de paysans dont le patriarche est un vieil homme aveugle qui vit avec ses enfants, Felix et Agatha, et une étrangère appelée Safie. C'est en les observant par une fissure que le monstre apprend à parler et se comporter en société. Cependant, lorsque enfin il ose se présenter à eux dans l'espoir de gagner leur amitié, il est repoussé et chassé avec horreur[5],[6].
- M. Waldman, professeur de chimie ayant éveillé la vocation de Victor pour les sciences. Convaincu que la science peut expliquer les « grandes questions », par exemple celle de l'origine de la vie, et fustigeant les conclusions jugées fantaisistes des alchimistes, il incite Victor à préférer une approche rationaliste des choses.
- M. Krempe, professeur de « philosophie naturelle » à Ingolstadt, qui lui aussi juge qu'étudier l'alchimie est une perte de temps[5],[6].
- Mr Kirwin, magistrat qui accuse Victor du meurtre d'Henry Clerval.

## Genèse

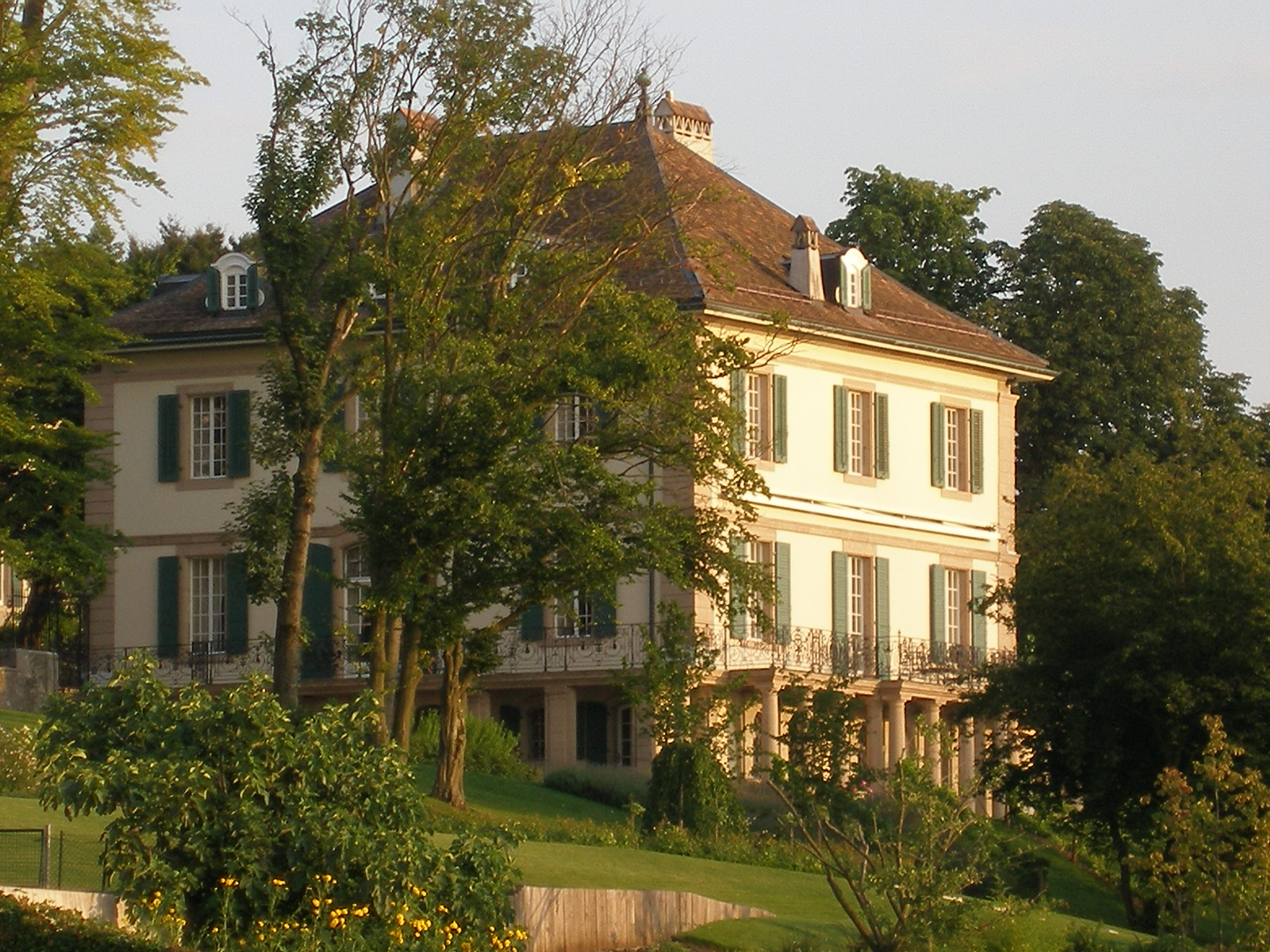
La Villa Diodati.

Les événements ayant conduit à la genèse de Frankenstein ou le Prométhée moderne sont racontés par Mary Shelley dans sa préface à la réédition du roman en 1831, soit treize ans après la première publication. Pendant ce laps de temps, elle n'a cessé de revoir et d'amender son texte avant de le présenter à nouveau au public.

### Les sources d'inspiration de Mary Shelley
D'après le critique littéraire Max Duperray, la première source du roman serait à trouver dans le désir inconscient de l'auteur de réanimer un être mort : dans son journal de 1815, en effet, Mary Shelley raconte la perte de son bébé de sept mois, le deuil qu'elle a porté et, dans un rêve échevelé, la folle impulsion de rendre le petit cadavre à la vie en le massant frénétiquement. Cette renaissance par le rêve annoncerait les termes mêmes de la préface de 1831, en particulier la référence au « pâle étudiant […] agenouillé ». Ce rêve serait dans l'air du temps : les sources en étant à la fois intimes et objectives, reflèteraient une âme troublée ainsi que les turbulences d'un siècle basculant dans une autre modernité.
De manière plus générale, en effet, Frankenstein puise ses sources dans une période historique tourmentée. Jean-Jacques Lecercle, auteur de l'ouvrage  Frankenstein : mythe et philosophie, rappelle que l'enfance de Mary Shelley et celle de « la seconde génération romantique » se déroulent dans une époque « de bouleversements, d'aventures et d'héroïsme ; mais aussi période douloureuse pour ces radicaux anglais à la fois horrifiés et fascinés par les violences de la Révolution, et par celles de son héritier illicite, Napoléon ». Il est possible, par ailleurs, que Mary Shelley ait eu à l'esprit l'affaire de George Forster — un meurtrier exécuté dont le cadavre avait fait l'objet, en public, d'une expérience de galvanisme — lorsqu'elle a imaginé un savant qui redonnerait la vie à des chairs mortes. Selon des recherches publiées dans le Journal of the Royal Society of Medecine, le personnage du Dr Frankenstein, aurait été inspiré par un ami proche de Percy Shelley. Celui-ci avait partagé avec elle son enthousiasme pour les expériences électriques sur des êtres vivants de son ancien professeur de physique d'Eton, l'Écossais James Lind.
Une nouvelle publiée par François-Félix Nogaret en 1790, Le Miroir des événemens actuels ou la Belle au plus offrant, préfigure, tant par son intrigue (une fable d'invention scientifique) que par l'un de ses protagonistes — un inventeur nommé Frankésteïn qui crée un « homme artificiel » (un automate) —, le chef-d'œuvre de Mary Shelley,.

### Proposition de Byron

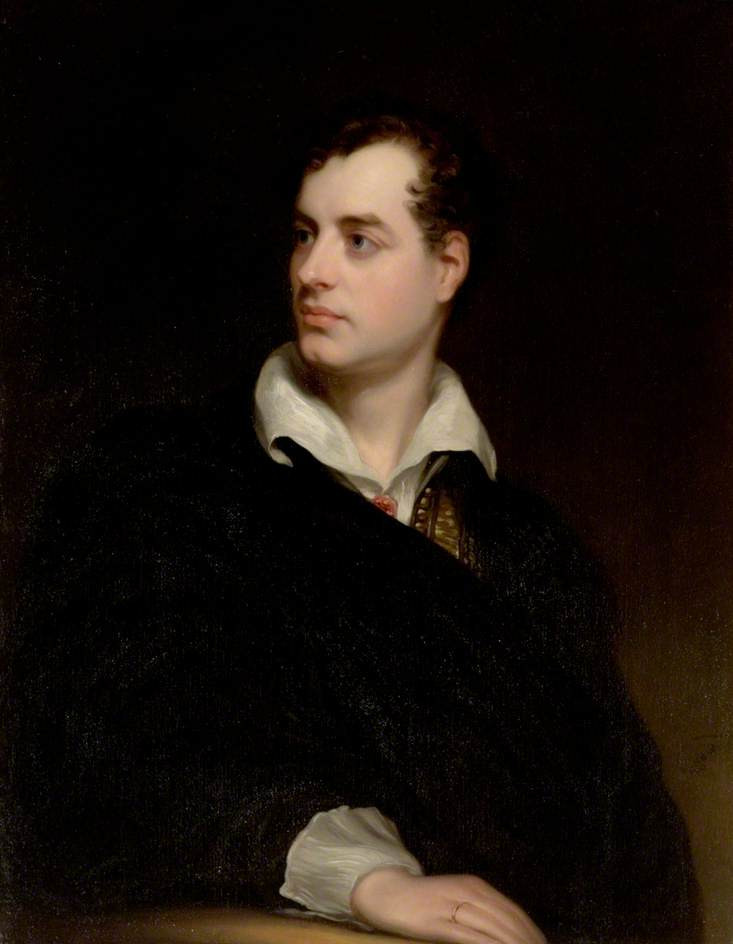
Lord Byron en 1824.

En juin 1816, John William Polidori, médecin italien ayant grandi dans le milieu des expatriés de Soho, et Lord Byron, chef de file du mouvement romantique et déjà une célébrité internationale, résident à la Villa Diodati à Cologny près de Genève sur le bord du Léman. Ils y reçoivent la visite de Shelley, Mary Godwin et sa demi-sœur Claire Clairmont.
C'est un groupe de jeunes romantiques que lient des relations illicites : Mary s'est enfuie avec Shelley, qui s'est brouillé avec son père ; Claire Clairmont a séduit Byron.
Tous ont à voir avec la littérature, mais aussi avec le deuil et la mort.
Polidori, outre ses ouvrages jamais terminés, partage avec Shelley les interrogations scientifiques, conduisant Mary à rêver l'homme artificiel.
Quant à Shelley, c'est la deuxième fois qu'il prend la fuite avec une jeune fille de seize ans : en 1811, il avait séduit Harriet Westbrook, puis, alors qu'elle était enceinte, l'avait quittée en 1814 pour Mary Godwin.
Harriet perdit la vie en se jetant dans la Serpentine en décembre 1816, son suicide suivant celui de la demi-sœur de Mary, Fanny, en octobre de la même année.
Par la suite, deux enfants de Mary mourront, Clara en septembre 1818 à Venise, et William en juin 1819 à Rome, avant que Shelley ne périsse tragiquement par noyade en 1822 dans le golfe de Spezia.
Polidori se verra expulsé d'Italie après une bagarre à Milan et finira par se donner la mort en 1821. Sa sœur Frances Polidori épousera le poète Gabriele Rossetti, père de Dante Gabriel Rossetti, le chef de file des Préraphaélites.
Claire Clairmont aura une autre vie mythique dans la fiction de Henry James, qui reprendra son personnage sous les traits de Juliana Bordereau dans The Aspern Papers (1888).
Étant retenus à l'intérieur par la pluie incessante de l'« année sans été » ou de « l'été perdu », que décrit son poème Darkness, thème que reprend Mary dans sa préface de 1831 lorsqu'elle évoque the ungenial summer (« l'été inclément »), Byron propose le 16 à ses hôtes d'écrire chacun une « histoire de fantôme » (ghost-story).

### Un cauchemar fondateur et un environnement propice

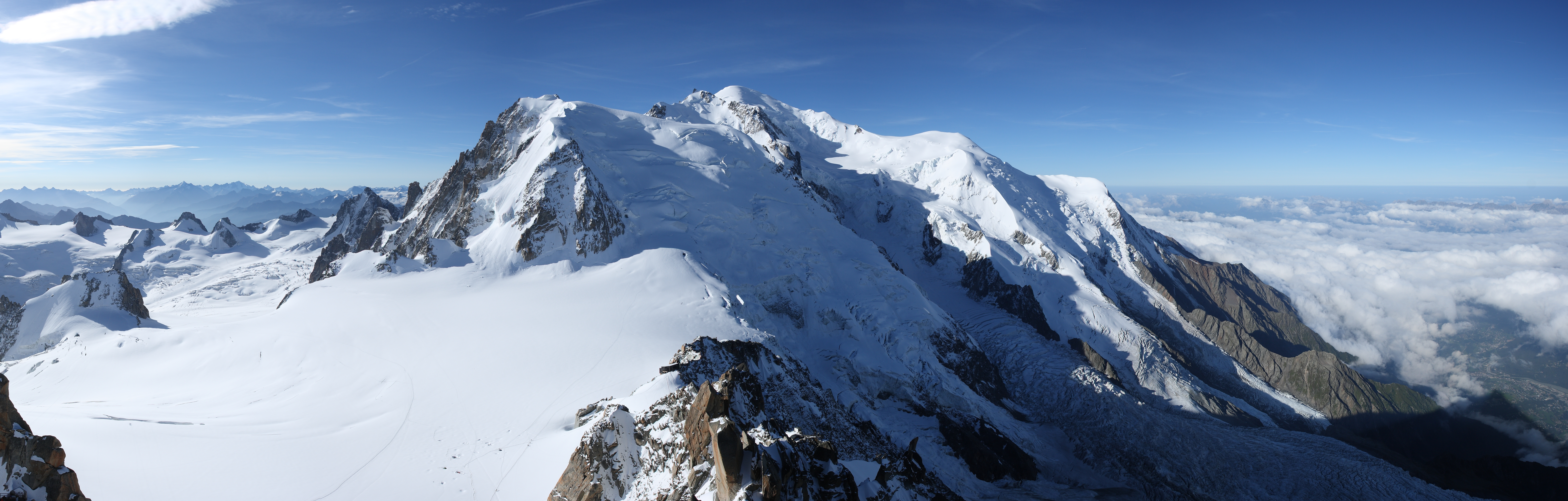
Le mont Blanc vu de l'aiguille du Midi.

Chacun s'acquitte plus ou moins de sa tâche. Byron rédige un scénario fragmentaire dont Polidori s'inspire pour écrire, « en deux ou trois matinées », Le Vampire (The Vampyre), un court roman à l'origine du genre qui inspirera Dracula. Shelley compose une historiette dont il se désintéresse rapidement et qui n'a pas été conservée. Mary Shelley, quant à elle, s'estime d'abord incapable d'en inventer une, mais les circonstances vont lui être favorables. Ainsi, l'auteur du Moine, M. G. Lewis, rend visite au couple Shelley et fait grande impression sur la jeune femme, ce qu'elle confirmera dans son article Des Fantômes publié dans le London Magazine en 1824. Puis la lecture, entre le 10 et le 16 juin 1816, des Fantasmagoriana allemandes, dans leur version française, et du Vathek de William Beckford imprègnent son imagination. Après une discussion animée sur les découvertes d'Erasmus Darwin, et avoir absorbé de l'opium, elle fait un cauchemar où elle a la vision du « pâle étudiant des arts profanes agenouillé aux côtés de la chose qu'il avait assemblée » (the pale student of unhallowed arts kneeling beside the thing he had put together).
Les expériences locales se sont également avérées déterminantes dans la mise en forme géographique et sentimentale du roman : une excursion à Chamonix pour contempler le mont Blanc est à l'origine de la scène au cours de laquelle Victor rencontre le monstre, la « cabane dans la montagne » étant inspirée du refuge de Blair ; le voyage de Frankenstein en Angleterre emprunte aussi à la fuite du couple Shelley en Suisse, puis dans la vallée du Rhin.

### Préface de Shelley et publication

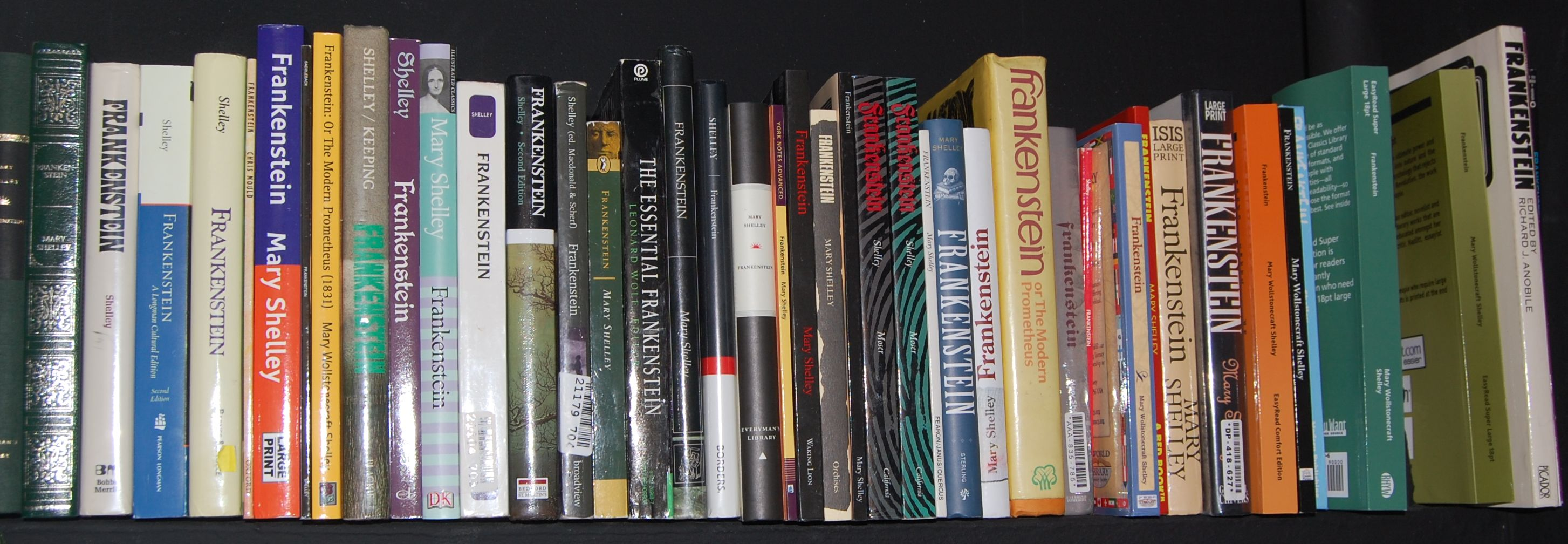
Différentes éditions actuelles en anglais de Frankenstein.

Le 10 décembre 1816, l'épouse enceinte de Percy Shelley, Harriet, se suicide. Le 30 décembre, Mary Godwin et lui se marient et le père Godwin accepte de revoir sa fille qui avait quitté le domicile paternel à dix-sept ans. Devenue Mary Shelley, elle termine Frankenstein pendant l'été 1817. Percy Shelley rédige une courte préface datée « Marlowe, septembre 1817 », dans laquelle il souligne l'originalité de l'œuvre, la déclare irréaliste en dépit des opinions exprimées par Erasmus Darwin et « les écrivains physiologistes allemands »[réf. incomplète]. Il montre également que son intérêt principal ne réside pas dans les « terreurs surnaturelles, […] des spectres et de la magie », mais dans sa révélation des « vérités des principes premiers de la nature humaine ».
Le livre est d'abord refusé par l'éditeur de Byron et celui de Shelley, puis accepté par Lackington, Allen & Co. et enfin publié anonymement le 1er janvier 1818,.

### Des variantes importantes entre les deux éditions

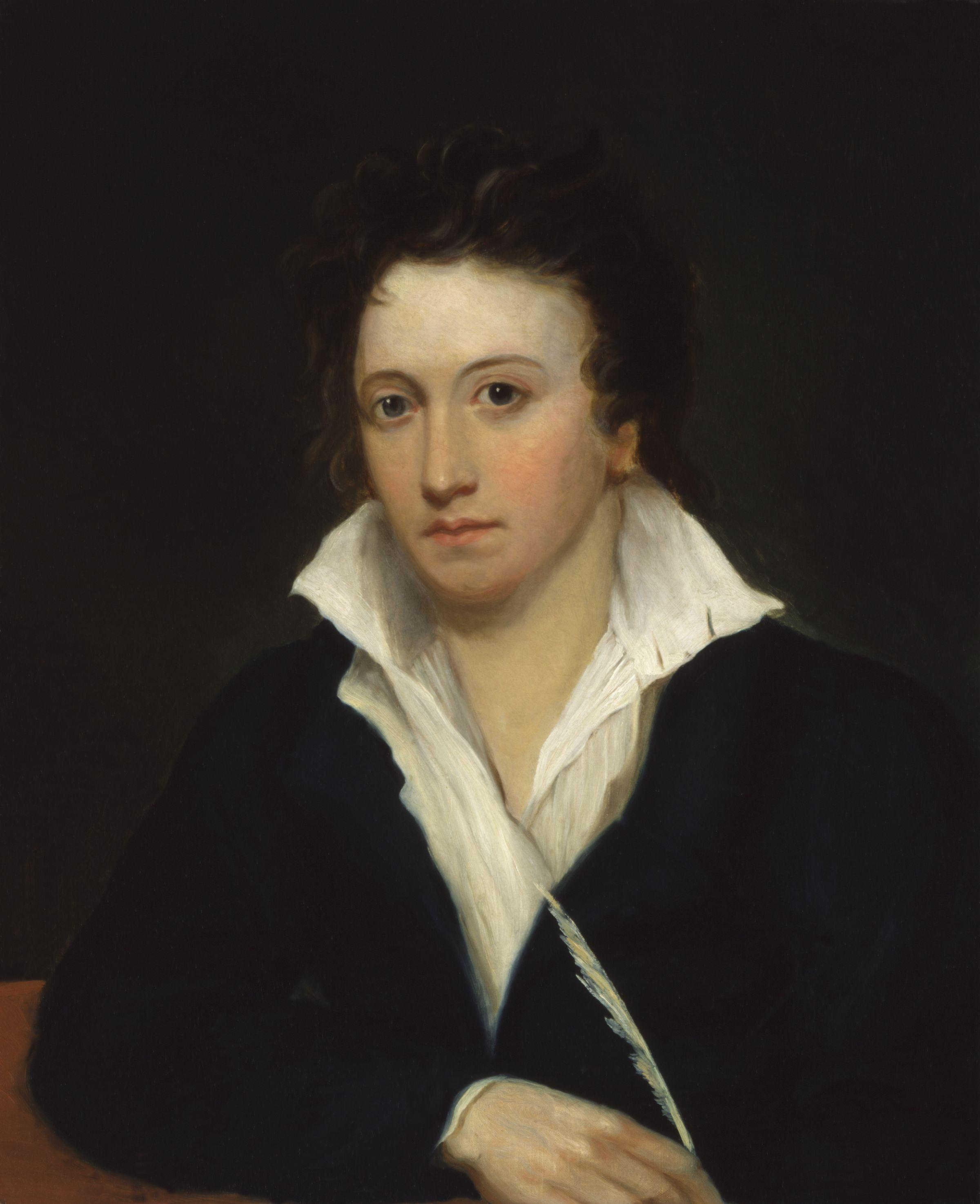
Percy Shelley par Alfred Clint en 1819.

Mary Shelley reste réservée sur cette première version et son journal témoigne que huit mois après sa publication, elle en révise déjà le texte. Les premières modifications, et le succès de la pièce Presumption or the Fate of Frankenstein de Richard Brinsley Peake, conduisent à une nouvelle édition en 1823, cette fois signée par Mary Shelley, mais ce n'est qu'avec la publication de 1831 qu'elle est satisfaite de son travail. La version définitive en un seul volume, vendue à Colburn & Bentley pour leur collection Standard Novels, présente de nombreuses variantes par rapport au texte original, en particulier une plus grande importance est attribuée à la poésie de Shelley, au poème Mont Blanc, surtout, composé en juillet 1816, et à celle de Coleridge.
En fait, bien que Mary Shelley se soit démarquée de son mari dans sa préface de 1831, James Rieger a montré qu'il avait supervisé le manuscrit pendant sa rédaction, avec des annotations, des suggestions de digression, toutes aussitôt adoptées ; c'est lui qui a l'idée d'envoyer Frankenstein à Londres pour la création d'une compagne, qui suscite la comparaison entre la Suisse et les nations dites « autoritaires », qui révise l'épilogue, etc.. Cependant, les variantes de la version de 1831 révèlent que Mary Shelley s'est bien éloignée de son radicalisme de naguère : Victor y décrit sa créature comme « un monument d'orgueil et d'ignorance », qualifie sa manipulation de vie artificielle d'« éloignée du sacré » (unhallowed) et le galvanisme de « transgression ». Max Duperray ajoute que Walton y évoque ses illusions d'explorateur, ce qui souligne le caractère transgressif lui aussi de ses aventures. Du coup, la morale que porte le livre apparaît encore plus clairement que dans l'original.

## Accueil

### Premières critiques
Les premières critiques du livre sont favorables, et le rangent toutes dans la catégorie du roman gothique. Avant sa parution, ce courant littéraire, que beaucoup de critiques jugeaient de mauvais goût, voire franchement risible, avait pourtant mauvaise réputation : en conformité avec les mises en garde d'Edmund Burke, on avait alors, semble-t-il, franchi la limite entre le fantastique et le ridicule.
L'accueil de Frankenstein est au contraire très positif, la majorité des critiques faisant l'éloge de son pouvoir imaginatif et mélodramatique. Seul, le Quarterly Review se montre réellement hostile et dénonce ce qu'il qualifie de « tissu d'absurdités aussi horribles que répugnantes », tout en admettant qu'il y avait « quelque chose de formidablement puissant dans le vide dépourvu de sens de son chant et la vague obscurité de ses images ». Walter Scott consacre un article au roman dans le Blackwood's Edinburgh Magazine, dans lequel il conclut que « le fantastique peut avoir du mérite dans la mesure où les personnages se comportent en êtres humains ». Il loue également « l'humanisation du monstre » au contact de la famille De Lacey, ce qui ne l'empêche pas de recommander à l'auteur d'« écrire quelque chose de plus sérieux la prochaine fois »,.
Selon Max Duperray, en le rangeant aussitôt dans le genre gothique, la critique de l'époque ne relève pas l'importance de l'acte de création de Victor Frankenstein, acte qui fait de lui, outre un inventeur scientifique, un artiste romantique, typique des turbulences agitant la fin d'un siècle et basculant dans la modernité.
Deux autres comptes rendus de l'époque, où l'auteure est identifiée comme « la fille de William Godwin », s'en prennent au fait que Mary Shelley est une femme : le British Critic déplore qu'elle ait pu oublier la « douceur inhérente à son sexe », et le The Literary Panorama and National Register voit en Frankenstein « une pâle imitation des romans de Mr Godwin […] par la fille même du célèbre romancier ».

### Critique contemporaine
Au XXe siècle la critique continue de juger favorablement ce roman. Depuis le milieu du siècle, et au cours des dernières décennies, le roman s'est vu accaparé par les mouvances psychanalytique et féministe. Aujourd'hui, il apparaît comme un jalon entre la littérature gothique et le Romantisme.
Dans son ouvrage de 1981, Danse Macabre, Stephen King considère que le monstre de Frankenstein, tout comme Dracula et le loup-garou, représentent les prototypes de la veine de l'horreur ayant saisi tant la littérature que le film. Si, pense-t-il, le roman est un vrai drame shakespearien, « son unité classique n'est brisée que par l'incertitude de l'auteur quant à sa faille originelle : est-elle à trouver dans l’hubris de Victor usurpant un pouvoir n'appartenant qu'à Dieu ou dans son déficit de responsabilité après qu'il a octroyé à sa créature l'étincelle de vie ? ».

## Analyses

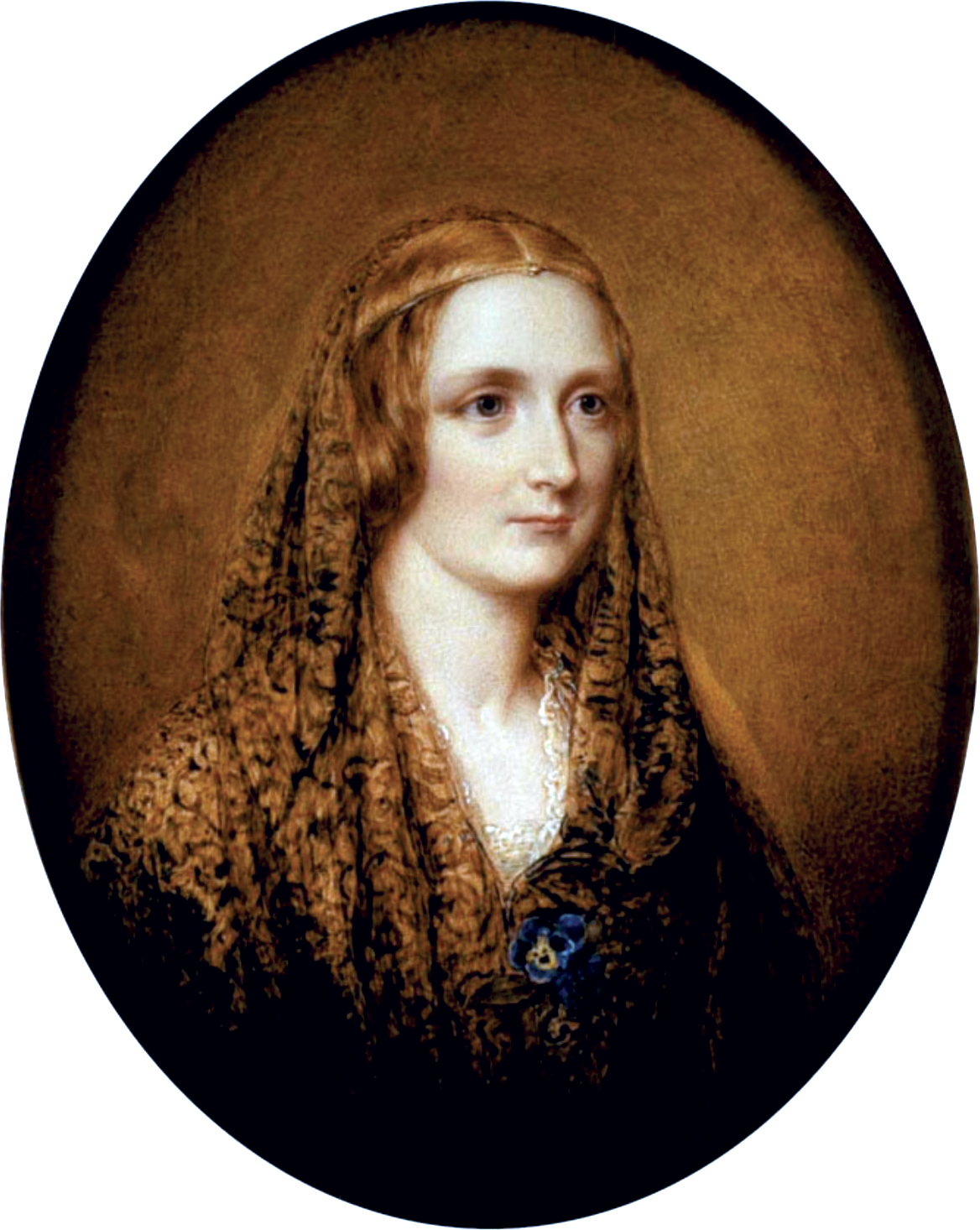
Mary Shelley, par Reginald Easton.

Selon Francis Lacassin en 1991, Frankenstein se lit aujourd'hui « par malentendu ». Ce malentendu risque de faire découvrir au lecteur « au lieu d'un monstre dont la laideur déclenche des réactions apeurées et hurlantes, un être mystérieux qui se manifeste peu ». Max Duperray ajoute que le texte peut en effet paraître « primaire », les personnages « diserts », l'intrigue « échevelée », et le monstre « larmoyant », alors que, sous cette primarité apparente, Frankenstein est « un nœud complexe de connotations et de références » : c'est « au pays de Rousseau », autrement dit en Suisse, que Mary Shelley en rédige la version initiale, « à la fois produit du hasard […] et celui d'une nécessité historique ». Passent en effet à travers ce récit, d'abord pastiche des histoires à faire peur, un souffle de révolte et une inquiétude devant ses conséquences. L'universitaire Siv Jansson évoque dans la préface du 15 octobre 1831 la mise en scène d'« une mise au monde, un texte, un sujet qui s'implique dans une écriture, une interrogation sur la création » :
« Everything must have a beginning […] and that beginning must be linked to something that went before […] Invention, it must be humbly admitted, does not consist in creating out of the void, but out of chaos; the materials must, in the first place, be afforded; it can give form to dark, shapeless substances, but cannot bring into being the substance itself. »
« Chaque chose doit avoir un commencement […] et ce commencement doit être lié à quelque chose l'ayant précédé […] L'invention, admettons-le dans l'humilité, ne consiste pas à créer à partir du vide, mais du chaos ; le matériau doit d'abord être apporté, il peut donner forme à des substances obscures et informes, mais ne saurait mettre au monde cette substance. »
Ainsi se souligne le poids de l'histoire et affleure, quoique discrètement, l'angoisse de la création où se conjuguent écriture et naissance. Le parallélisme entre la fabrication du monstre vivant et la composition du roman s'impose d'abord, mais l'interrogation sur la substance, soit l'essence des choses, indique d'emblée le fil conducteur à ceux qui l'accompagnent, en particulier William Godwin son père, l'auteur de Caleb Williams et St Leon, tous les deux préoccupés par le secret de la vie. Ces romans ouvrent déjà une perspective psychologique et y pointe la question ontologique sur l'origine des choses, doublée d'une question épistémologique : les choses sont-elles conformes à leur apparence ?
D'autre part, la fréquentation intime de l'auteur avec les grands poètes romantiques incite à penser qu'elle a partagé leur désir d'émancipation par rapport à la tyrannie sociale de la convention et aussi au déterminisme biologique. L'éducation occupe le cœur du roman et cette nourriture spirituelle par laquelle la créature accède à la civilisation peut inciter à faire de Frankenstein un roman à thèse célébrant la promotion sociale par la lecture. De plus, Max Duperray écrit que « la folle ambition romantique vis-à-vis du monde projette Mary Shelley dans une fiction du solipsisme, : solitude partagée du créateur et de sa créature ; […] espoir démesuré de s'affranchir […] du réel et de dévoiler le secret de la vie, […] avec quoi flirtaient les recherches scientifiques de l'époque ». Chacun des narrateurs est habité d'un mystère qui l'isole et l'enferme dans une claustrophobie monstrueusement paradoxale puisqu'ils n'ont de cesse de voyager jusqu'aux extrêmes. Il y a là cohabitation d'un discours scientifique et d'un autre, poétique, conjuguant leur prétention à repousser les frontières du savoir.
Ainsi, ce n'est ni dans le sensationnel, ni dans le dramatique, voire le mélodramatique (le roman est porté à la scène dès 1823) que se situerait l'intérêt de Frankenstein, mais dans le concept de monstruosité, l'animation de l'inanimé, la transgression morale, « l'aventure faustienne laïcisée », la modernité d'un mythe ancien. Frankenstein se lirait donc comme un texte pluriel, offrant une « variété des niveaux d'interprétation », selon les termes de Muriel Spark.

### Structure narrative

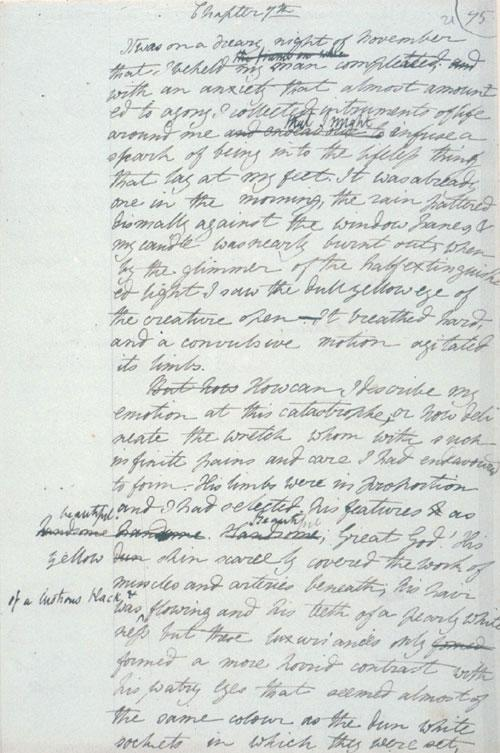
Brouillon de Frankenstein.

Réduit à sa plus simple expression, le schéma narratif ressemble à une course de relais, chaque participant se passant le témoin tour à tour : Walton écrit à sa sœur ; sur son bateau, l'équipage aperçoit et recueille un naufragé en train de se noyer ; lorsque ce nouveau venu reprend ses esprits, il raconte son histoire à Walton, la création, le monstre, la trahison, l'évasion, la réunion. Puis le récit du monstre, rapporté par Victor, occupe l'espace diégétique, avant d'être relayé par celui de Frankenstein, lequel redonne le témoin à l'explorateur qui termine sa lettre. Ainsi, la boucle est bouclée : aventurier, savant, monstre, savant, aventurier, Walton demeurant le narrateur central, présent au départ et à l'arrivée, et rapportant l'ensemble pour Mrs Saville et la postérité.
De façon plus détaillée, Jean-Jacques Lecercle y découvre une démarche linéaire avec une série de voyages et de poursuites, combinée à une autre d'inversions et d'échanges de rôles, le tout orienté selon un système de symétries en miroir. « Devant tant de complexité, le lecteur peut se poser la question de savoir qui parle, qui détient l'autorité auctoriale, qui même est l'ultime destinataire » ? Walton, qui certes fait profession d'exactitude et survit assez pour dire le dernier mot, mais semble, bien que rien ne se sache sans lui, n'être là qu'en médiateur des autres voix ? Mrs Saville, sa bienveillante mais lointaine lectrice, qui ne répond pas bien qu'« il ne connaisse [avec elle] aucune espèce de désunion et de dispute », à qui la correspondance parvient, qu'elle conserve et même divulgue, sinon comment l'histoire peut-elle être rapportée ?
La critique littéraire Mary Poovey (en) observe que la structure narrative constitue, pour l'auteur du roman, un paravent derrière lequel se dissimuler aux yeux du public, s'exprimer tout en s'effaçant, s'affirmer sans risquer le rejet social en raison de son âge et de sa condition féminine.

#### Une série de récits en miroir

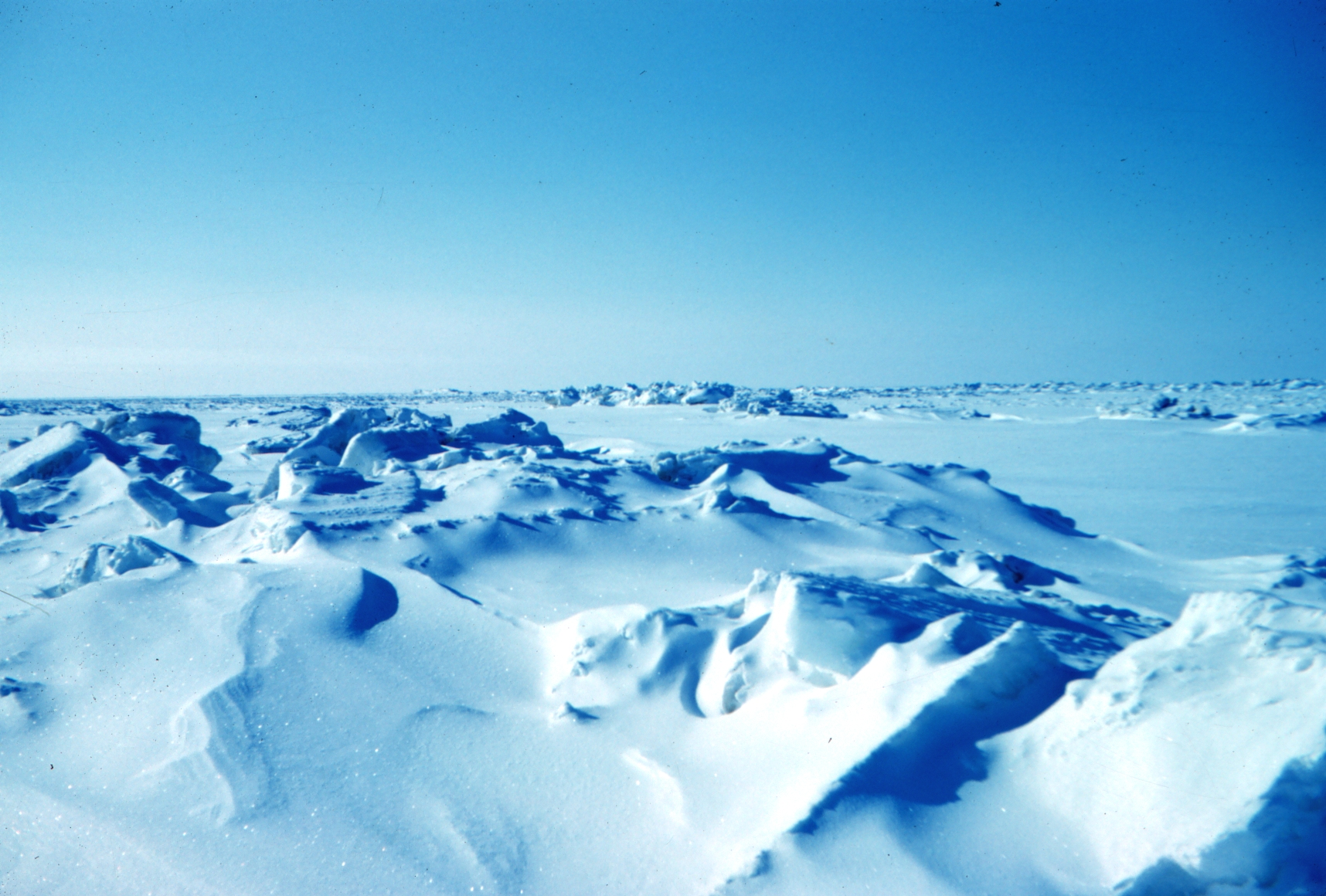
Les glaces arctiques, où se situent le début et la fin du roman.

Trois récits concentriques, donc, émanant d'interlocuteurs très semblables, se succédant en même temps qu'ils se reflètent. C'est Walton qui pilote le récit, le documente et le transmet : trois lettres introductives rendant compte de cinq mois de voyage, puis une quatrième qui enclenche l'intrigue. La section médiane, consacrée au monstre, occupe à elle seule six chapitres, d'abord explicatifs du meurtre du jeune frère de Victor, puis objets de digressions emboîtées les unes dans les autres relatant les expériences vécues après sa sortie du laboratoire. Ainsi, ses vagabondages, ses cachettes, puis son regard porté sur une famille, les De Lacey, si insistant et fouillé que l'épisode en devient un récit quasi autonome, et où, de surcroît, se niche celui d'une jeune visiteuse arabe, Safie, qui, à son tour, narre l'histoire de sa mère ; successions de « je », donc, qui tous, en ce que Max Duperray appelle une « régression vers les origines », en reviennent au même thème : la création, puis l'abandon.
Walton s'exprime en une langue châtiée, un style soutenu, un rythme et un phrasé qui, eux aussi, se transmettent aux autres narrateurs. Il rappelle à sa sœur qu'elle est éprise de beau langage et l'assure du bonheur qu'elle éprouvera à lire sa retranscription fidèle du récit de Victor, tant en illuminent « la clarté et la précision, puis une grande facilité d’expression, et une voix dont la richesse d’intonations est une musique qui plie l’âme ». Personne, au cours de cette succession, ne fait preuve de singularité expressive, et il semble qu'à chaque passage de témoin, l'auteur, Mary Shelley, s'éloigne de plus en plus, jusqu'à, du moins en apparence, abandonner la responsabilité narrative à ses délégués qui, chacun à son tour, occupent le devant de la scène, avant que les rênes ne soient reprises par le narrateur principal.
En un parallélisme rigoureux, en effet, ces récits se préfigurent l'un l'autre : l'entreprise de Walton, audacieuse et transgressive en soi, annonce les passages à l'acte, puis les errances de Frankenstein en des terres de désolation ; le premier a outrepassé l'injonction de son père tout comme le fera Victor, et le monstre lui aussi arpentera les pics et les plaines avant de semer la terreur et la désolation. Telle la mélopée du chœur antique, tous, souffrant de la même aliénation vis-à-vis de la chaîne humaine, se lamentent de leur solitude, Walton dès sa deuxième lettre, Victor après sa rencontre avec lui, le monstre lors de sa prise de parole. Tous échouent aussi à communiquer, d'où les catastrophes qui se succèdent et, sans doute, les constants transferts de la responsabilité narrative.
Au cœur du récit, en sa « matrice » (womb), comme l'écrit Gregory Schneider, demeure le monstre, ce que comprend et révèle Walton dans sa dernière lettre :

« Vous avez lu, Margaret, cette étrange et effrayante histoire ; ne sentez-vous pas votre sang se glacer de la même horreur qui, en ce moment même, glace le mien ? Parfois, en proie à une souffrance atroce et soudaine, il ne pouvait continuer son histoire ; parfois, d’une voix brisée, mais perçante, il prononçait avec peine ces paroles si chargées de souffrance. Ses yeux nobles et charmants tantôt s’enflammaient d’indignation, tantôt exprimaient l’abattement du chagrin, éteints en une infinie misère. Parfois, il commandait à ses traits et à ses intonations, et racontait d’une voix calme les incidents les plus horribles en supprimant toute marque d’agitation ; puis, comme un volcan qui éclate, soudain sa physionomie exprimait la rage la plus effrénée, au milieu d’imprécations perçantes adressées à son persécuteur.

Son récit est coordonné, et fait avec l’apparence d’une sincérité la plus simple ; je vous avoue cependant que les lettres de Félix et de Safie, qu’il m’a montrées, et, d’autre part, l’apparition du monstre aperçu de notre navire m’ont convaincu davantage de la véracité de son histoire que ses protestations elles-mêmes, si énergiques et si coordonnées qu’elles aient été. Il est donc vrai qu’un monstre semblable existe ! Je ne peux en douter ; et, pourtant, je suis éperdu de surprise et d’admiration. J’ai parfois essayé de savoir de Frankenstein les détails mêmes de sa création ; mais il est, sur ce point, resté impénétrable. »

#### La lettre comme vecteur du récit
Max Duperray écrit que la dynamique épistolaire du roman le structure de différentes façons. Le lecteur prend plusieurs masques, Mrs Margaret Saville au loin, Robert Walton hypnotisé, Victor Frankenstein, à la fois acteur et jouet, le monstre bientôt redoutable rhétoricien. D'autres lettres se présentent à souhait pour un témoignage approprié. Cette multiplicité de correspondants implique une certaine compétition quant à l'autorité narrative : avec eux, le roman fluctue en un va-et-vient de multiples versions de la même histoire.
Cependant, le modèle épistolaire s'avère insuffisant à rendre compte de tout : Walton se réfugie dans le journal, et après avoir sauvé Victor des eaux glacées, ses lettres se font confessions autobiographiques. Puis, le récit du monstre fait irruption dans l'espace narratif et l'occupe tout entier. Lorsque Walton reprend les rênes pour conclure, les formalités épistolaires disparaissent, comme si, écrit M. A. Favret, « le roman épistolaire restait impuissant à s'accommoder de la difformité qu'il [le monstre] représente ».
Selon Duperray, Frankenstein « inclut plusieurs genres littéraires : épistolaire, rhétorique, lyrique, sentimental, mêlant adroitement le discours politique de l'époque, ceux de Godwin, Byron, Burke, au stéréotype gothique et à l'épopée chrétienne de la Bible, avec une touche orientaliste alors populaire et qu'on retrouve dans Vathek de Beckford ».

#### Métaphore ou parodie
Cette structure en récits emboîtés, qui donnent naissance à d'autres, qui eux-mêmes portent puis libèrent des histoires enfantant à leur tour, apparaît comme une métaphore de la grossesse et de l'accouchement, thème dominant du roman. D'après Dunn, le cœur en serait l'idylle domestique des De Lacey, modèle d'idéal domestique diffusant après coup sa bienveillance à travers les différentes couches narratives, relié aux nostalgies de piété filiale, de sentiment fraternel et de bonheur domestique qu'exprime Victor, au besoin d'harmonie familiale que Walton recherche par lettres interposées auprès de sa sœur, à la quête désespérée d'un lien parental menée par le monstre. Pourtant, les De Lacey sont des exilés vivant d'expédients, bénéficiant de la générosité cachée du monstre, et leur bonheur représente une exception au sein d'une société oppressive : le bonheur serait pour Mary Shelley une retraite passive loin de la tyrannie d'un monde sans pitié ou elle se livre ici à une parodie de la fiction sentimentale. Gregory Schneider souligne que la méthode de narration adoptée est à l'image même de ce que cette narration expose, qu'il considère comme « son propre monstre, un être littéraire organique, complet, avec son ensemble de forces et de failles ».
Au sujet des faiblesses, Rand Miller remarque qu'il est impossible d'établir une chronologie serrée : bien que l'histoire soit dite se dérouler au XVIIIe siècle, les anachronismes restent légion : Walton se réfère à La Complainte du vieux marin de Coleridge qui date de 1798, Frankenstein cite Mutability de Shelley, publié en 1816, et Tintern Abbey de Wordsworth, compris dans les Ballades lyriques de 1798. Il en est d'autres, Leigh Hunt, Charles Lamb, Byron, auteurs contemporains de Mary Shelley se trouvant placés dans un contexte relatif au siècle précédent. C'est là un cas d'« asymétrie temporelle » qui, ajoute Rand Miller, reflète la dualité du texte faite d'illusion réaliste et d'angélisme (otherworldliness). Et pendant la poursuite, temps et espace se brouillent : Victor prétend être arrivé Outre-Manche en octobre et décembre de la même année, si bien qu'il se trouve à la fois, dit-il, « à l'intérieur et à l'extérieur de l'Angleterre ».

#### La «figure en forme de huit» (Muriel Spark)

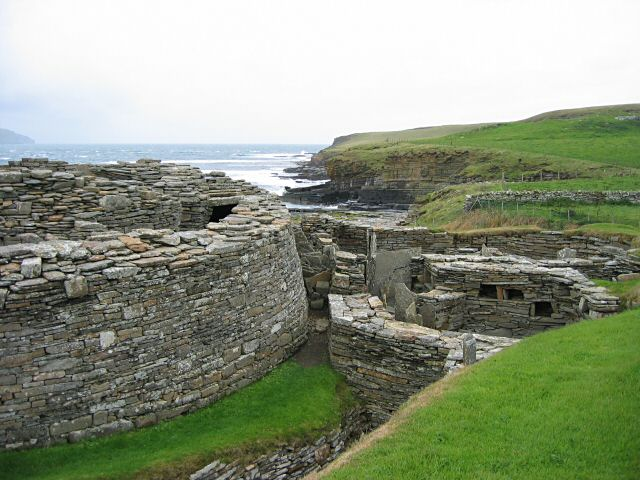
Dans les Orcades.

À partir du chapitre V, le monstre prend le rôle de poursuivant et erre dans les régions où réside son créateur, massacrant ses proches faute de pouvoir le localiser ; puis, le savant voyage jusqu'aux Orcades où il est à nouveau débusqué. Muriel Spark présente cela comme des « huit » (figure-of-eight) exécutés par deux partenaires virtuoses qui se déplacent en des directions opposées tout en se suivant : la collision se situe à l'intersection des deux boucles du huit, quand Frankenstein se décide à supprimer la créature femelle qu'il a assemblée, puis le ballet reprend de plus belle. Alors les rôles s'inversent, tout comme les vitesses de déplacement, le poursuivant devenant le poursuivi et vice-versa, le monstre ralentissant tandis que Victor accélère sa cadence jusqu'à la frénésie. Et nouvel avatar ironique, la « délectation fanatique de la poursuite », comme la nomme Muriel Spark, s'est emparée de Victor, désormais convaincu, lui qui s'est pris pour le Créateur, que Dieu l'a choisi pour annihiler la créature qu'il a créée.
En somme, l'architecture narrative du roman apparaît comme un jeu entre le probable et le déterminé, la liberté et le destin, autant d'impulsions contradictoires chez des personnages en face de situations incontrôlables, éveillant la sympathie tout en encourant le blâme, acteurs d'un drame épouvantable secoués par des interprétations antagonistes : une oscillation entre ce que Rand Miller appelle « l'évolution et l'entropie ».

### Sources du récit
Les sources du récit sont multiples, comprenant à la fois des éléments biographiques et ce que Max Duperray appelle « la nébuleuse intellectuelle et philosophique qui en entoure la genèse ».

#### Sources subjectives
Frankenstein, écrit-il, « est une histoire de famille […] tous les personnages [se trouvant] être parents par la naissance ou par l'adoption et beaucoup [étant] aussi orphelins ».

##### Origines de Mary Shelley

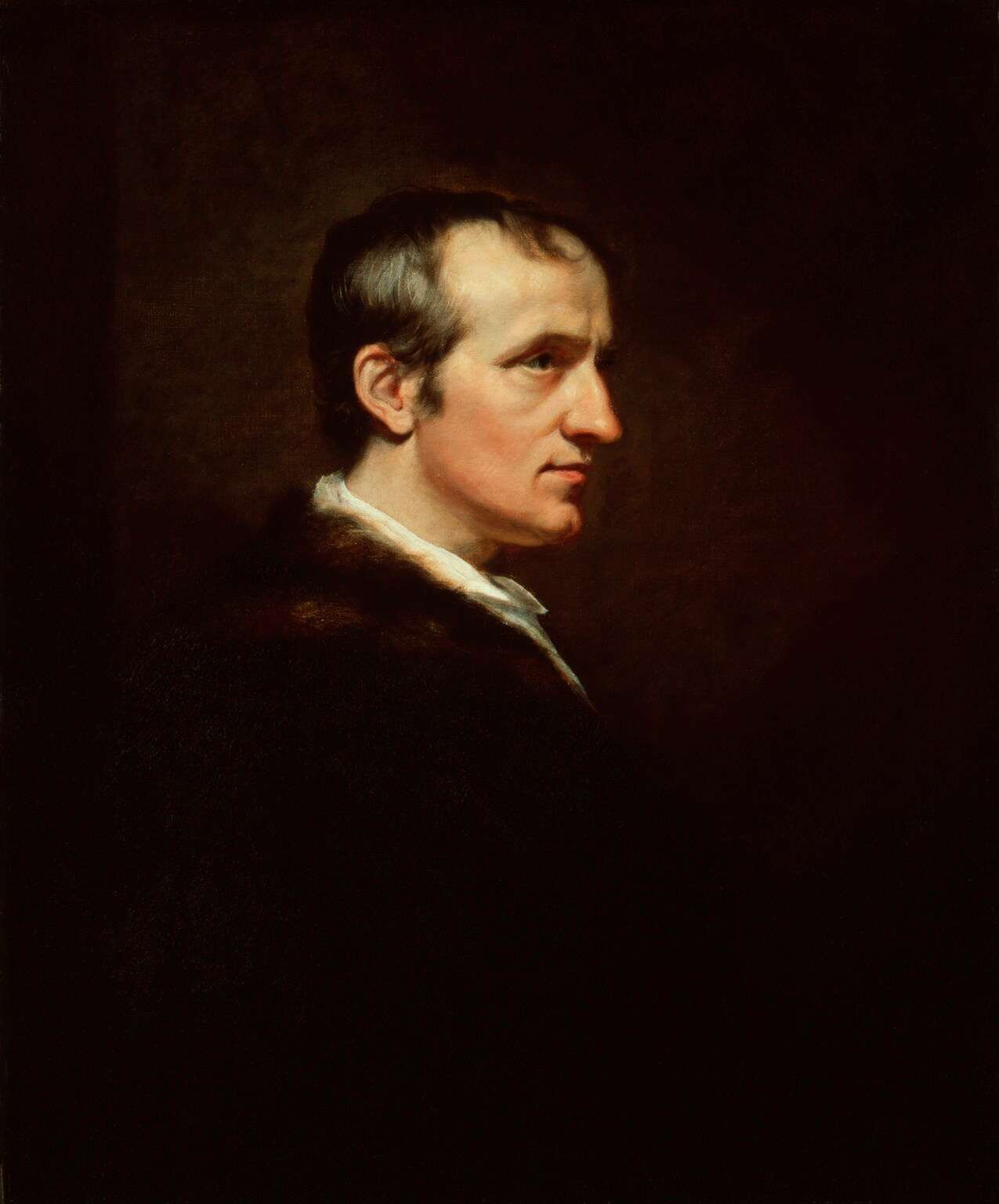
William Godwin en 1802.

Selon Cathy Bernheim, l'ascendance de Mary Shelley est exceptionnelle : portant successivement plusieurs noms, elle hérite chaque fois d'une histoire de famille et grandit sous le signe du radicalisme intellectuel et du Romantisme littéraire : poursuivie par la gloire ambiguë d'une mère de passion et de liberté, Mary Wollstonecraft, la première féministe anglaise, elle est élevée par un père, William Godwin, qui, à la fin du XVIIIe siècle, est le penseur le plus radical du pays et le chantre éclairé de la Révolution française ; enfant, elle fréquente des écrivains de renom, le poète Coleridge et l'essayiste Charles Lamb ; et elle s'éprend de Shelley qui pratique un véritable mysticisme de la raison et préfigure l'homme révolté.
Pour autant, « ce cadre stupéfiant pour une enfance d'exception guidée par des esprits d'avant-garde » prélude à une existence tragique. En effet, sa foi dans les idées novatrices, par exemple celle, godwinienne, de la perfectibilité des choses, entraîne une volonté de libération immédiate et le passage à l'acte, ce qui fonde d'ailleurs l'histoire de Frankenstein puisque « de la métaphore de la création on passe à sa réalisation concrète et pseudo-scientifique », cette réalisation totale du désir se heurte à la barrière du réel et aux impératifs de la loi. Comme Mary et Percy Bysshe Shelley eux-mêmes, en butte, dès leur première escapade, à la colère des pères, l'inflexible patriarche Timothy Shelley, soucieux d'éviter toute souillure, et William Godwin se sentant outragé par tant de déraison, Walton, le premier narrateur qui encadre le récit, passe outre aux interdits familiaux pour poursuivre une folle ambition.

##### Thème du deuil
Mary Shelley a perdu trois enfants, le bébé qu'elle rêve de réanimer en 1815, puis Clara (née en 1817) en septembre 1818, et William (né en 1816) en juin 1819. C'est en 1816, lors de l'été suivant son premier deuil que le couple qu'elle forme avec Shelley rejoint Byron aux bords du Léman. Groupe d'adolescents immatures et révoltés, des « monstres », écrit-elle dans son journal, tous sont empreints d'un rêve de renaissance, de recommencement, car l'arrière-fond reste morbide : tentatives de suicide au laudanum (réussie avec Fanny Imlay), noyade volontaire de Harriet, garde de ses enfants retirée à Shelley, puis veuvage prématuré. Mary Shelley est « comme poursuivie par une fatalité » et son premier roman est marqué par un destin funeste et expiatoire, avec des disparitions, des meurtres en série, des condamnations infâmes, un suicide. Frankenstein devient donc, selon la formulation de Monette Vacquin, « le premier acte de contention de la dépression […] Ce que Mary [Shelley] fait accomplir au monstre, elle le redoute pour elle-même ; le vide qu'il creuse tout autour de Victor, c'est celui dont la perspective l'épouvante ». De fait, comme l'a noté Jean-Jacques Lecercle, tous les personnages présentés dans la première phase du roman sont voués à un destin tragique ou à la solitude dans la deuxième.

##### «Deux impulsions antagonistes» (Max Duperray)
Mary Poovey, d'après le journal intime de Mary Shelley et un chapitre écrit en 1838, note qu'une contradiction profonde la marque en tant qu'auteur face à son milieu. Si elle tient à figurer dans une lignée de femmes écrivains, elle cherche aussi dans l'expression artistique une identité propre. Issue d'une grande famille littéraire où chacun rivalise de talent créatif,, elle fait de l'écriture un exutoire et une expression de soi.
De plus, bien que consciente de l'hostilité rencontrée par les idées de sa mère, elle les met en pratique, en transgressant l'ordre établi, par sa fugue avec un radical godwinien, dont le maître à penser, son propre père, n'approuve pas cette liaison, ce qui « [pèse] sans doute lourd dans [son] univers mental ». D'ailleurs, Frankenstein a été publié anonymement, « […] par crainte du qu'en-dira-t-on et peut-être aussi pour ne pas voir son œuvre écartée d'avance parce que celle d'une femme ». Aussi la critique féministe souligne que le roman trahit un certain conservatisme : narrateurs masculins, femmes réduites à un rôle secondaire, vertus domestiques exaltées.

##### Thème du subconscient
Mary Shelley manifeste partout sa foi dans la connaissance par le rêve, clef, chez elle, d'une vérité seconde, déterminant la marche des événements tel un oracle. De fait, Frankenstein est fondé sur un songe. Selon Jean de Palacio, plus qu'une forme de superstition, ce respect pour le sens des songes et la lecture de leurs signes correspond profondément à la personnalité de l'auteur.
Si le terme « rêve » a dans le roman plusieurs significations (songe d'une nuit, rêverie éveillée, méditation sur la création), c'est d'une plongée dans l'irréel que procède la fabrication du monstre, l'expression « comme dans un rêve » (as in a dream) revenant, tel un leitmotiv. De la métaphore, on passe ensuite dans le rêve en tant que tel, prémonitoire, cauchemardesque, compensatoire, renvoyant toujours à celui, fondateur, de Mary, présent dans le hors-texte de l'introduction, et à celui de Victor après l'apparition de la créature (the wildest dream). Ainsi, l'onirisme s'avère essentiel pour le déchiffrement de ce conte situé au confluent de diverses sources : tendance visionnaire à la lecture des signes, utilisation de l'écriture comme révélation, présence du genre gothique, d'où « la tension profonde entre l’hubris et la révolte, entre Prométhée et Faust, entre la nature et la société ».

#### Sources objectives

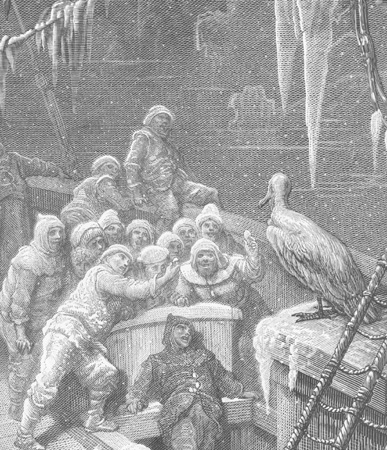
Illustration de La Complainte du vieux marin.

D'après Muriel Spark, deux forces sont à l'œuvre pour pourvoir au matériau du roman, la force subjective liée au surnaturel et le concept scientifique de la réanimation. Max Duperray ajoute que cette double corde appelle la comparaison avec La Complainte du vieux marin de Coleridge, référence permanente au surnaturel, qu'il soit réel ou imaginaire, mais aussi celle de l'empirisme de Godwin.

##### Fascination pour les sciences naturelles
Mary Shelley s'intéresse particulièrement aux sciences naturelles, auxquelles elle fait constamment allusion dans le livre : la chimie de Humphry Davy, la botanique d'Erasmus Darwin, la physique de Galvani. D'ailleurs, la seconde préface, écrite de sa main, évoque la possibilité que le galvanisme réanime un corps mort, et la première, rédigée par Shelley, insiste sur la « vérité dont dépend l'histoire sans les inconvénients des contes de spectres et de magie ». Max Duperray lie cette foi en l'électricité à la fascination pour la nature, ses terrifiantes potentialités, ses tempêtes et ses éclairs. Si Frankenstein n'en doit pas pour autant être considéré comme annonçant la science-fiction, « les redoutables pouvoirs à l'œuvre dans la recherche scientifique [permettent à Mary], selon le schéma miltonien, de réactiver le vieux mythe de l'usurpation de la divinité comme agent de création ».

##### Influence de l'œuvre de John Milton

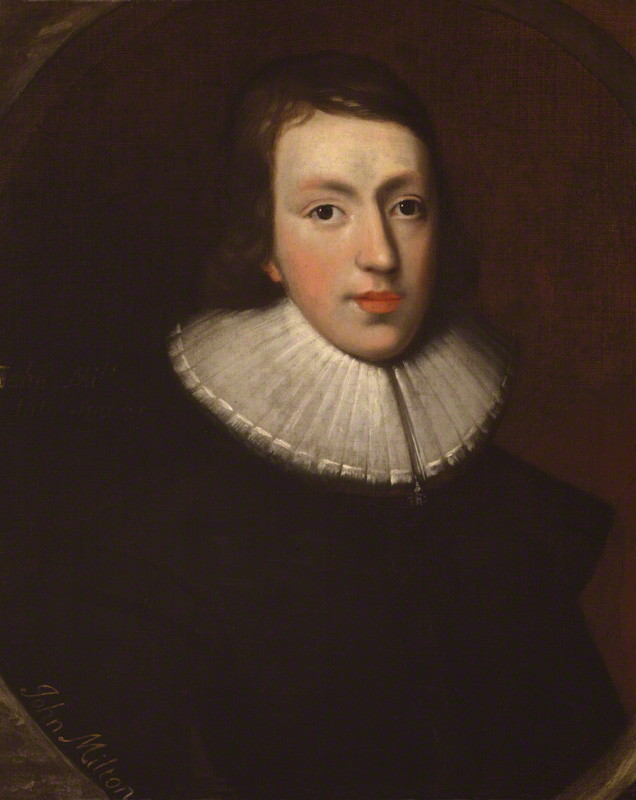
John Milton.
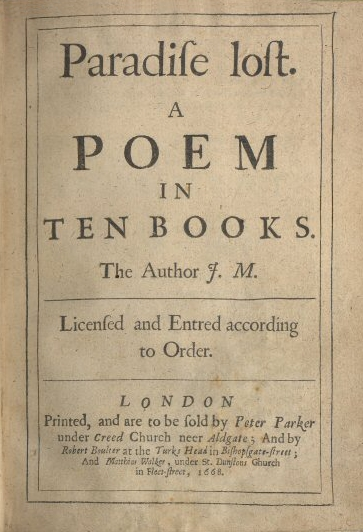
Couverture de la première édition de Paradise Lost.
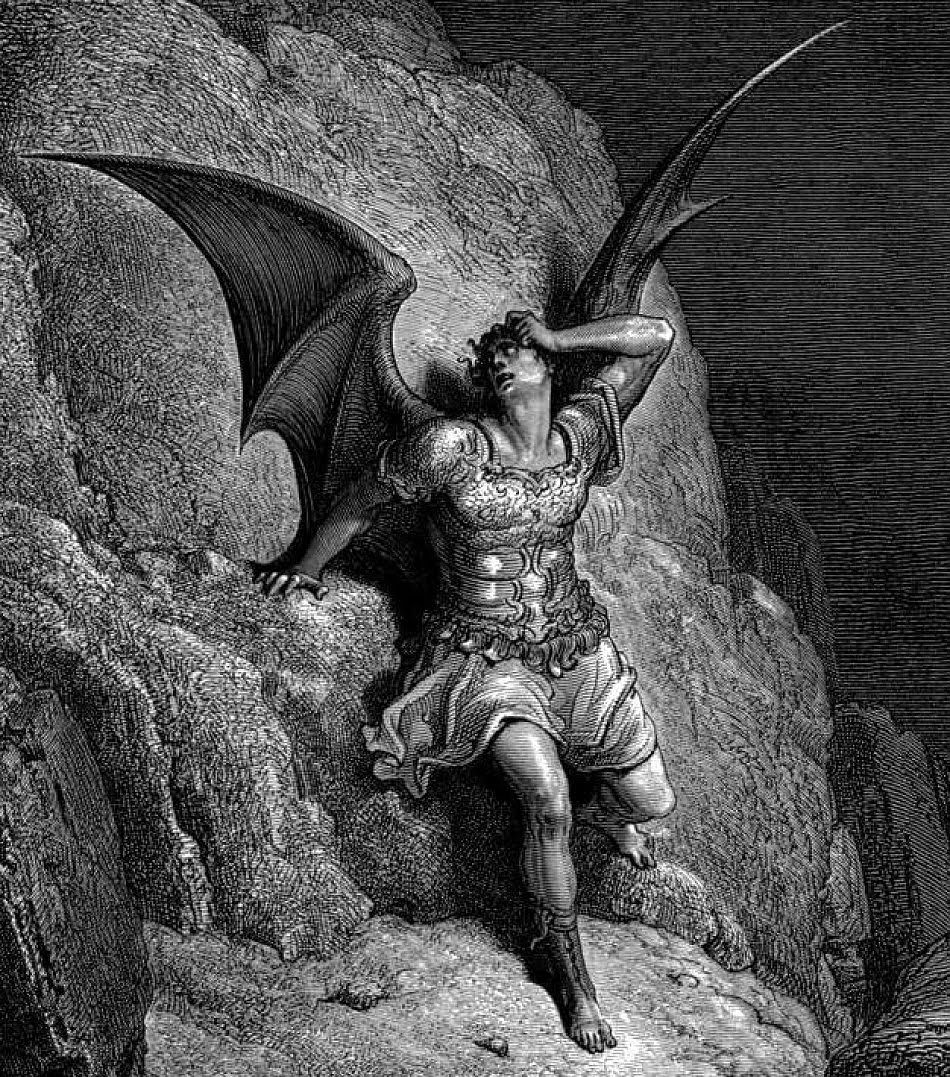
Satan dans Le Paradis perdu (Gustave Doré).
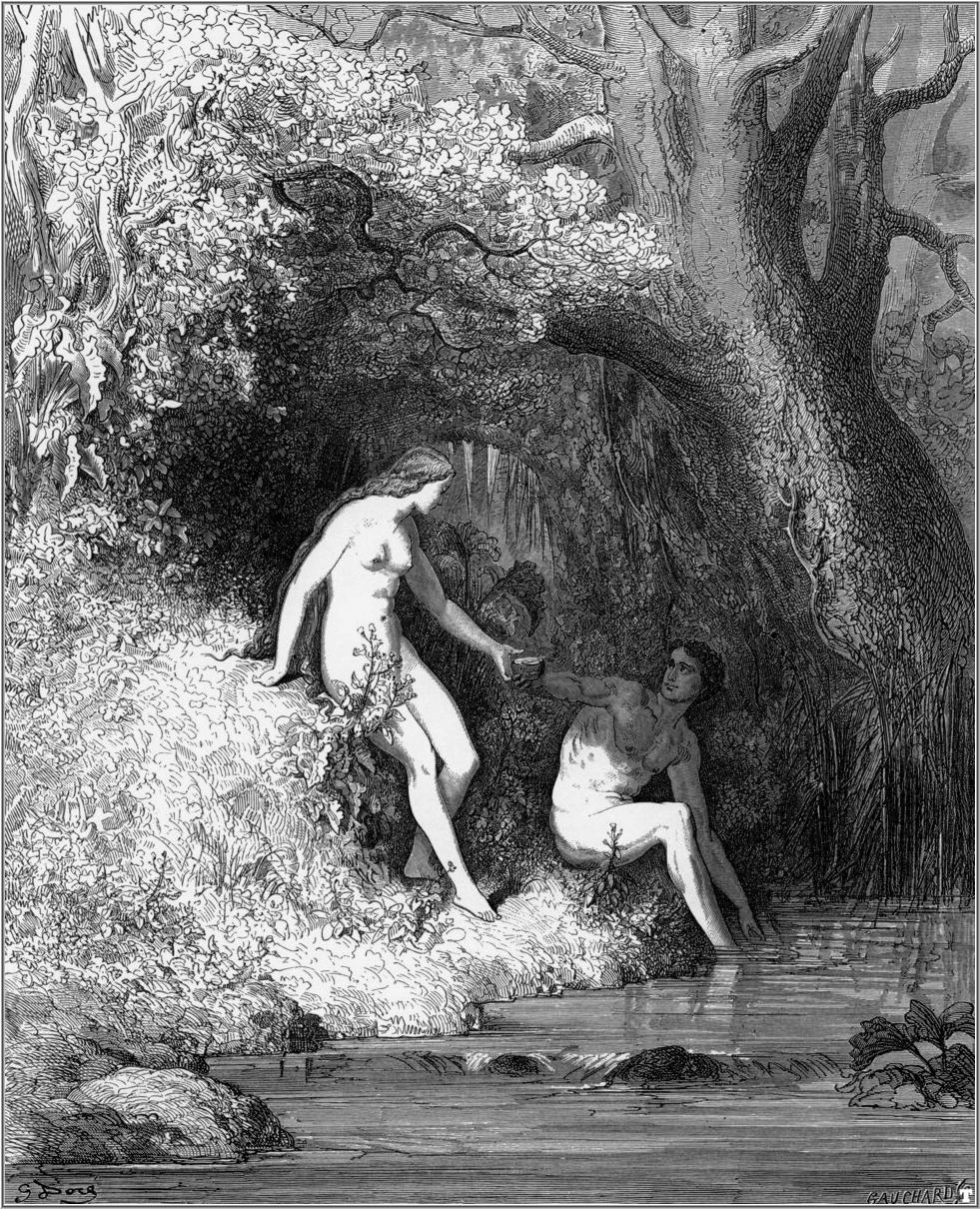
Ève parlant à Adam dans Le Paradis perdu (Gustave Doré).

La référence au mythe de Prométhée que contient le titre va de pair avec l'épigraphe issue du Paradis perdu : « Did I request thee, Maker, from my clay / To mould a man? Did I solicit thee? / From darkness to promote me? » (« T'ai-je demandé, Créateur, de façonner mon argile en homme / T'ai-je sollicité de me promouvoir à la lumière ? »,. L'épopée de Milton fascinait la maison Godwin et Mary parle dans son journal de l'influence qu'elle en a reçue, en particulier le thème de « la tentation du savoir et le châtiment de l'aliénation » (« the temptation of knowledge and the punishment of estrangement »). De plus, le poème devient l'une des lectures préférées du monstre, et tel le Dieu de Milton, Victor a l'ambition de créer une nouvelle espèce, tandis qu'ironiquement, la créature laissée sans soin se transforme en un second Satan, rebelle parce que désespéré.
Le poème de Milton présente le thème chrétien de la Création, recoupant en partie, outre le mythe fondateur d'Icare, l'homme-oiseau détruit par l'ordre physique de l'univers, la légende prométhéenne du Titan victime de la colère de Zeus, très prisée des Romantiques, en particulier de Shelley qui célèbre le Prométhée délivré, et rappelant aussi le mythe de Faust que la soif du savoir conduit au blasphème. En effet, les références morales abondent pour accompagner le processus de la fabrication d'un être artificiel, monté à partir de chairs mortes exhumées de charniers, qui s'humanise jusqu'à éveiller la sympathie et s'avère capable de raconter le désastre de sa rencontre avec le monde dans lequel il a été lâché.
Cependant, le schéma chrétien dépasse le thème de la création et, au lieu de distribuer des rôles bien définis, Mary Shelley fait en sorte que ses deux personnages principaux, Victor et sa créature, se comparent ou font appel aux mêmes personnages du Paradis perdu. Frankenstein se déclare un nouvel ange déchu à la fois Adam et Ange déchus, homme et Satan : « the apple was already easten and the angel's arm bared to drive me from all hope » (« la pomme avait déjà été croquée et le bras de l'ange dénudé pour me chasser de tout espoir »), ou encore « like an archangel who aspired to omnipotence, I am chained in eternal hell » (tel l'archange qui aspirait à la toute-puissance, me voici enchaîné dans l'éternel enfer »). James Rieger en tire la conclusion qu'il s'agit là d'une morale miltonienne selon laquelle les êtres déchus sont « leur propre tentation, leur propre dépravation […] la conscience se crée et se détruit ». Dans Frankenstein, l'enfer de soi réapparaît dans les terres arctiques, mais inversé : cette fois, c'est la proie qui devient le prédateur et le prédateur la proie.
Ainsi, l'influence miltonienne de Frankenstein se résume essentiellement à trois composants : le concept faustien de l'ivresse mortifère du savoir, la « nouvelle espèce » se métamorphosant en un « nouveau Satan » et l'intériorisation de l'Enfer.

##### Le Romantisme
Le monstre raconte son histoire et, en particulier celle de son éveil à la conscience sociale jusqu'à sa rencontre avec son créateur dans les Alpes. Par lui affleurent ainsi les sources philosophiques et toute la dimension intellectuelle propres à son histoire d'épouvante. En quelque sorte, cette créature, d'abord nimbée d'innocence vierge, représente le type même de « l'homme naturel », son récit récapitulant les différentes phases de son ascension à la civilisation. En cela, malgré le risque narratif inhérent à toute digression didactique, Mary Shelley puise abondamment dans son patrimoine culturel, surtout dans les écrits des philosophes du XVIIIe siècle et aussi de ses proches, son père et son mari. Ainsi, elle se fait, par monstre interposé, le porte-parole d'idées empruntées à Locke et Rousseau, puis Godwin et Shelley.

###### Les théoriciens duXVIIIesiècle

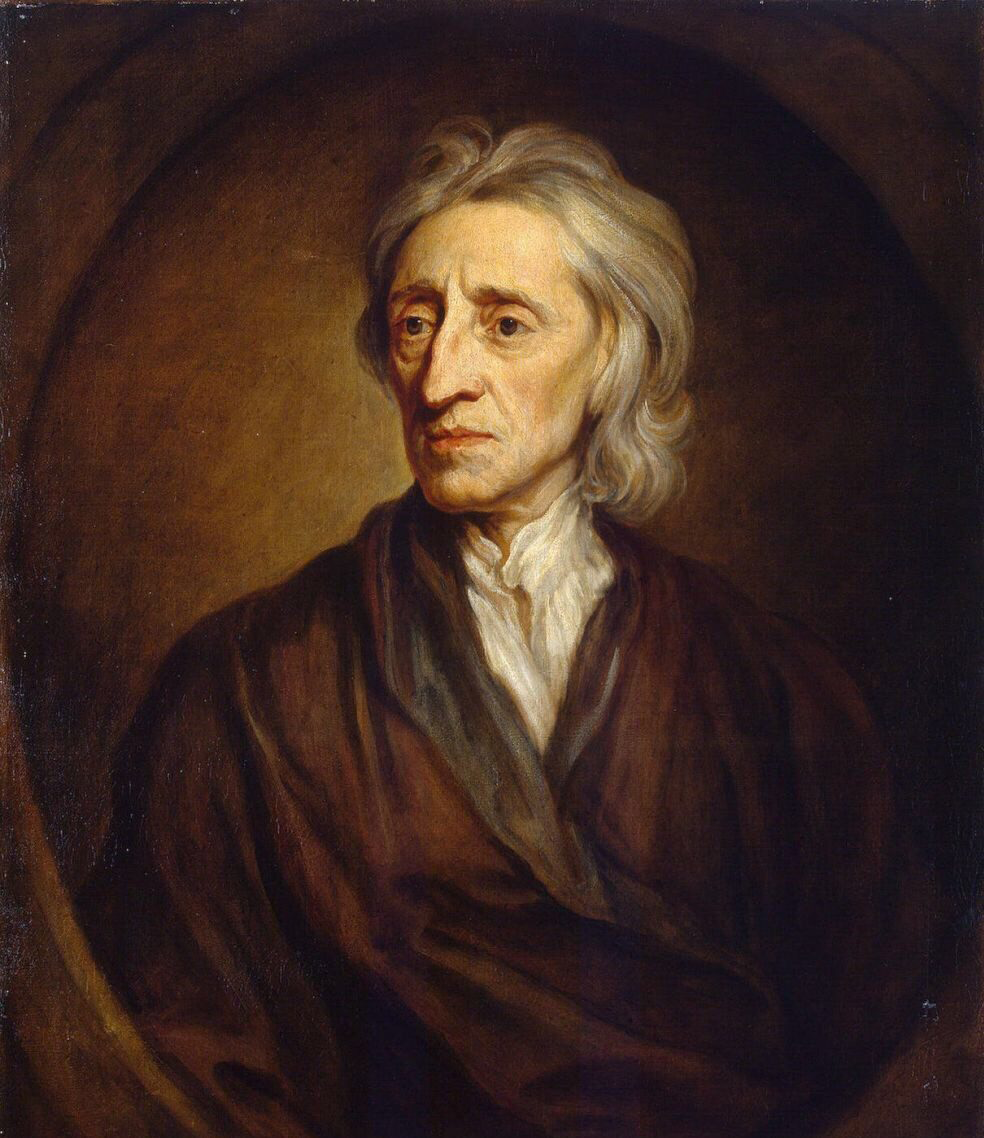
John Locke par Sir Godfrey Kneller (1697).

L'Essai sur l'entendement humain (Essay concerning Human Understanding) de John Locke (1632-1704), publié en 1689, s'est vu complété en 1693 par Pensées sur l'éducation (Essay on Education). Le fondement de toute idée est l'expérience, c'est-à-dire « l'observation des choses extérieures et des opérations internes de l'esprit », soit « sensation » ou « réflexion ».
La sensation ressortit à la « qualité », soit « primaire » (taille, mobilité, nombre) ou « secondaire », attribuée par l'esprit selon la perception qu'il en a. Les idées se présentant souvent en groupe, l'esprit leur présuppose un substrat dit « substance » dont l'origine reste inconnue. Le savoir, intuitif, c'est-à-dire direct, ou « démonstratif », soit par l'intermédiaire d'une autre idée, consiste en la perception de l'accord ou du désaccord entre les idées. Ainsi, l'intuition perçoit l'existence individuelle, la démonstration, celle de Dieu ; en tout état de cause, le savoir reste limité au hic and nunc et s'avère impuissant à prouver la nécessité de la coexistence des idées perçues.

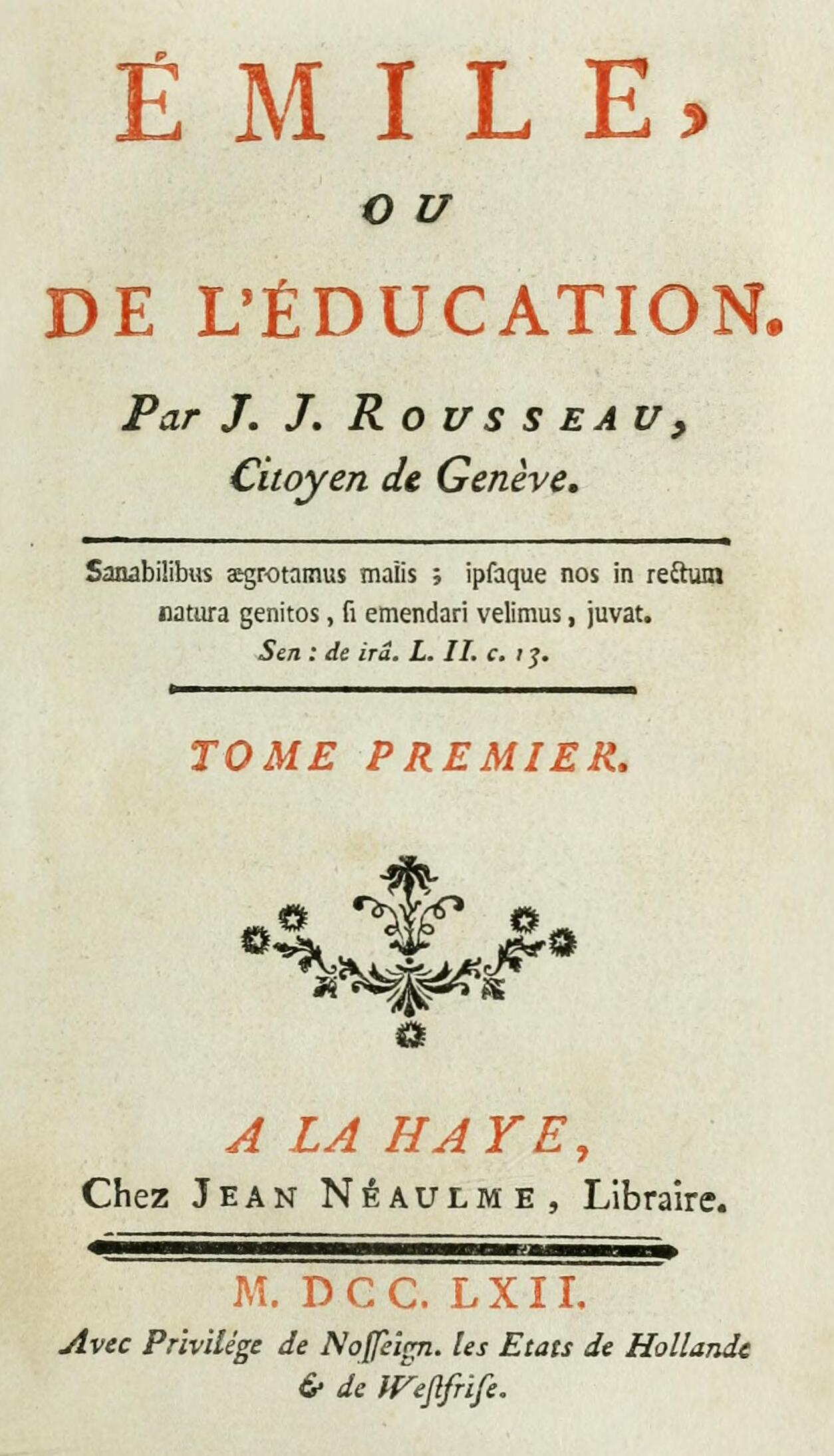
Émile ou De l'éducation, édition hollandaise.

L'Émile, publié en 1762 par Jean-Jacques Rousseau se présente comme un traité d'éducation des jeunes garçons divisé en quatre livres : « Le nourrisson », « L'âge de la nature », « La puberté », « L’âge adulte : le mariage, la famille, et l’éducation des femmes ».
Il fonde sa doctrine éducative sur le retour à la nature : né et élevé dans la campagne, nourri au sein, libéré des langes, l'homme reçoit une éducation qui se fixe comme but la libération par l'exemple du cœur et de l'intelligence. L'instruction s'opère par l'observation des phénomènes naturels et de la solidarité sociale. L'éducation morale, fondée sur le respect et l'estime de soi, est confiée à l'étude de l'histoire ancienne et de la vie des hommes célèbres du passé, puis par le voyage. La religion est d'ordre naturel et non révélée, avec une divinité bienveillante régulant l'univers, une âme immortelle, la justice et la vertu innées. Quant à la femme, elle se doit d'être élevée pour servir et consoler l'homme, auquel elle doit docilité et soumission.
Les premiers chapitres du récit du monstre présentent des éléments empruntés à Locke comme à Rousseau. Deux grandes étapes sont distinguées : l'éveil à la conscience cognitive et l'accession à la conscience morale. La première s'effectue par paliers, l'accès au souvenir, ce qui implique une pensée préalable à l'acquisition du langage, l'apprentissage des sensations et des perceptions, lumière, plaisir, cause et effet, etc. ; la seconde s'effectue d'abord négativement face à « la barbarie humaine », puis positivement grâce à la famille De Lacey, pourvoyeuse de beauté (musique), de douceur (la fille du logis), permettant la compréhension des relations familiales et aussi de la différence entre les classes de la société ; enfin vient l'apprentissage de la lecture (Werther, Plutarque, Milton, Volney) et de l'écriture.
Cependant, Mary Shelley s'efforce de dissocier l'impression qu'a Victor de sa créature de celle qu'elle souhaite faire naître chez le lecteur : si le premier se convainc que le monstre est l'incarnation du mal, il appartient au second de comprendre que cette méchanceté ne lui est pas innée mais le résultat du contact avec la société, le mépris, le rejet provoquant sa métamorphose en être vengeur et meurtrier. En cela, Mary Shelley reste fidèle aux enseignements de Locke qu'elle a lu en 1815, de Rousseau, également mentionné dans son journal, et de William Godwin. La plaidoirie pour l'obtention d'une compagne renvoie au Paradis perdu de Milton : bien que Mary Shelley ne fasse aucune allusion à des besoins sexuels, la réalisation de cet être femelle par le même créateur (géniteur en quelque sorte) implique une possible relation incestueuse, ce qui ajoute à la violence faite à la mère-nature et aggrave le blasphème,.

##### La Révolution française et les Romantiques
Aussi bien Godwin que Wordsworth ont été convaincus que la Révolution française ouvrait une nouvelle ère d'espoir : débarrassée du despotisme, la société pouvait désormais se rénover par la raison universelle, le nouvel ordre se fondant sur les droits de l'homme. D'ailleurs la préface des Ballades lyriques, rédigée pour l'édition de 1798 par Wordsworth prévoit l'avènement d'un homme nouveau. Le héros de Mary Shelley, Frankenstein, agit en conformité avec ce principe, soucieux dès le départ de créer une version parfaite de l'être humain et, tout comme Walton, le premier narrateur, cet explorateur idéaliste, il se voit en héros prométhéen défiant le législateur attardé dans la tradition et la réaction. En cela, Mary suit son mari qui, dans son pamphlet A Defence of Poetry souligne le rôle primordial de l'art et décrit l'artiste comme « le législateur du monde ».

### Thématique
Si Frankenstein peut apparaître comme une œuvre littéraire fabriquée avec d'autres écrits, procédé que certains critiques appellent « bibliogénèse », s'il est serti de références croisées à la littérature de l'époque et inspiré par la poésie romantique, si enfin il reste écrit à la manière gothique, le résultat, tels les travaux de Victor, diffère notablement de ces modèles.
Son thème principal est celui de la transgression, à la fois prométhéenne dans l'acte de création et esthétique par son culte du sublime, certains critiques n'y voyant d'ailleurs, mais à tort puisque le sublime, loin d'y servir d'ornement, y assure un rôle fonctionnel, qu'un récit de voyage avec une intrigue (a travelogue with a plot). De plus, l'association du sublime à la terreur le relie au roman gothique, qui atteint avec lui sa culmination et bascule dans un au-delà littéraire.

#### Mythe de Prométhée

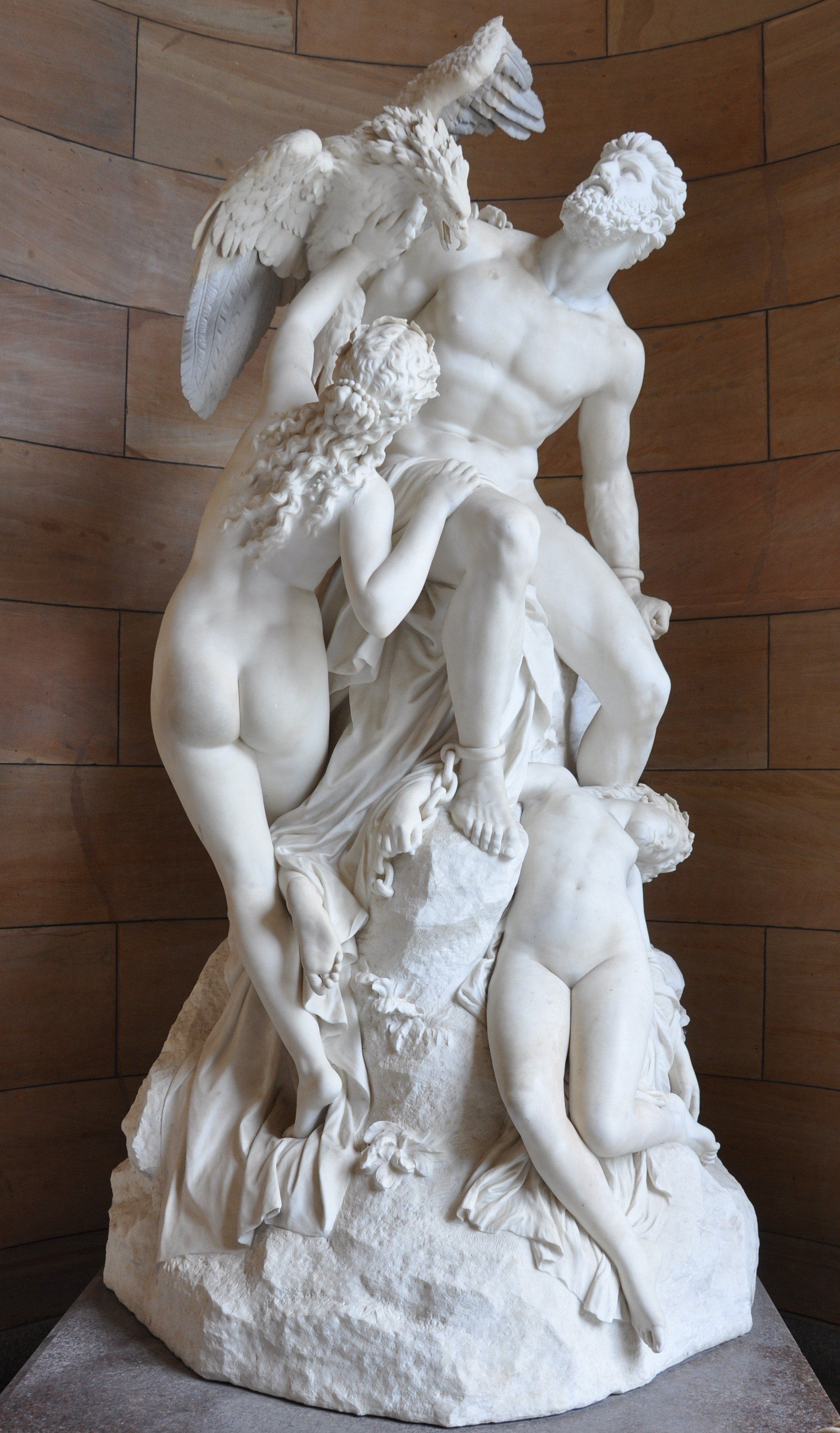
Prométhée par Eduard Müller.

Mary Shelley a d'emblée mis l'accent sur la rénovation de la vieille légende de Prométhée, qu'elle a surtout connue en lisant Ovide, d'autant que la quête du savoir interdit est centrale à la poésie romantique, en particulier chez Byron et Shelley elle-même. Max Duperray note que le sens du nom « Prométhée » (« celui qui réfléchit avant »), s'avère aussitôt ironique car c'est justement la qualité dont manque Victor, créateur inconscient des implications morales de son acte et des besoins éprouvés par sa créature. Son histoire est celle d'une progressive destruction, comme si, à la manière romantique, il courtisait la torture de soi : il transgresse la loi naturelle en déchiffrant le secret de l'univers, et sa création, résultat pourtant techniquement fructueux de ses recherches, annihile sa famille et ses amis, tout en l'aliénant de ses frères.
Le traitement que Mary Shelley lui fait subir emprunte à la fois au mythe grec, le voleur de feu, et au mythe latin, le créateur d'un homme, ce qui l'entraîne, écrit Jean-Jacques Lecercle, à une certaine ambiguïté dans sa sanction des quêtes respectives de Walton et de Victor. « Le contraste n'est pas entre ces deux figures, écrit-il, mais à l'intérieur de chacune d'elles ». Ainsi, d'abord d'un point de vue scientifique, chacun franchit une limite de l'interdit, l'un géographiquement en s'obstinant à forcer un passage vers le Nord, l'autre d'abord moralement en bafouant le tabou de l'étincelle de vie, puis socialement vu le désastre du résultat. Cependant, la première leçon que semble tirer Mary Shelley est que si le paravent des bonnes intentions reste impuissant à dissimuler le désir de gloire personnelle, il n'en demeure pas moins que le projet animant les deux aventuriers garde sa noblesse, même si sa réalisation ne l'est plus.

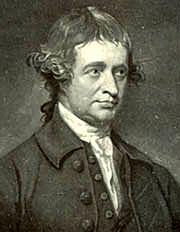
Edmund Burke.

Inhérent à l'idée prométhéenne se dégage aussi dans le livre un questionnement esthétique fondé sur la notion de sublime, tel qu'il s'est vu exposé par Edmund Burke en 1756. Selon Burke, sublime et terreur sont liés et naissent de l'obscurité, de la grandeur, du vaste, bref de l'étonnement (astonishment). Ainsi, lorsque Frankenstein entreprend son funeste voyage dans les Alpes, il décrit sa contemplation du Mont Blanc en une langue extatique rappelant la poésie shelleyenne : « le bruit de la rivière […], puissance proche de l'omnipotence, […] beauté singulière […], qu'intensifiaient jusqu'au sublime les grandioses Alpes » ou « la sublimité et la magnificence de ces scènes me comblaient d'extase jusqu'au sublime ». « Contrairement aux effets scéniques sensationnels d'une Mrs Radcliffe, écrit Rieger, les immensités arctiques de Mary Shelley possèdent une nudité (starkness) à laquelle les romanciers gothiques ne se risquaient que rarement ».
La notion de sublime s'installe progressivement dans Frankenstein : d'abord associée à une magnificence et une douceur héritées de Rousseau et aussi de Shelley,, elle se focalise ensuite sur la grandeur et l'inquiétude que suscite la tempête, alors véritable leitmotiv du roman. L'extérieur génère bientôt son écho intérieur : « Au fond de mon être, je sentais passer le souffle de l'insurrection et du bouleversement », s'exclame le jeune Victor après avoir vu l'éclair lézarder les grands arbres.
En définitive, outre le grandiose des pics et des ravins,, comme l'explique Lecercle, contrairement au classique qui privilégie la beauté, par sa hideur physique puis morale, la créature que crée Victor finit par générer lui-même le sublime : « On y aura reconnu, écrit-il, son univers habituel : orages, glaciers, ténèbres. On y reconnaîtra aussi son caractère : colérique, mais aussi porté vers la mélancolie ».
Il y a là, certes mâtinés de Romantisme, de fort relents du genre gothique.

#### Influence gothique
Mary Shelley avait une grande curiosité pour le bizarre, le démoniaque ou le surnaturel ; aussi, c'est naturellement qu'elle a continué la veine sensationnaliste de la littérature dite « frénétique ». Elle a donc hérité d'une panoplie de ténèbres, d'orages, de clairs de lune, tous nimbés d'un merveilleux d'essence magique, avec pour interprètes « des nonnes cloîtrées, des armures géantes, des spectres enchaînés, des femmes sans tête », bref, une « machinerie à faire peur, dessinant une typographie de la frayeur » (fear).

##### Substitution de la terreur par l'horreur

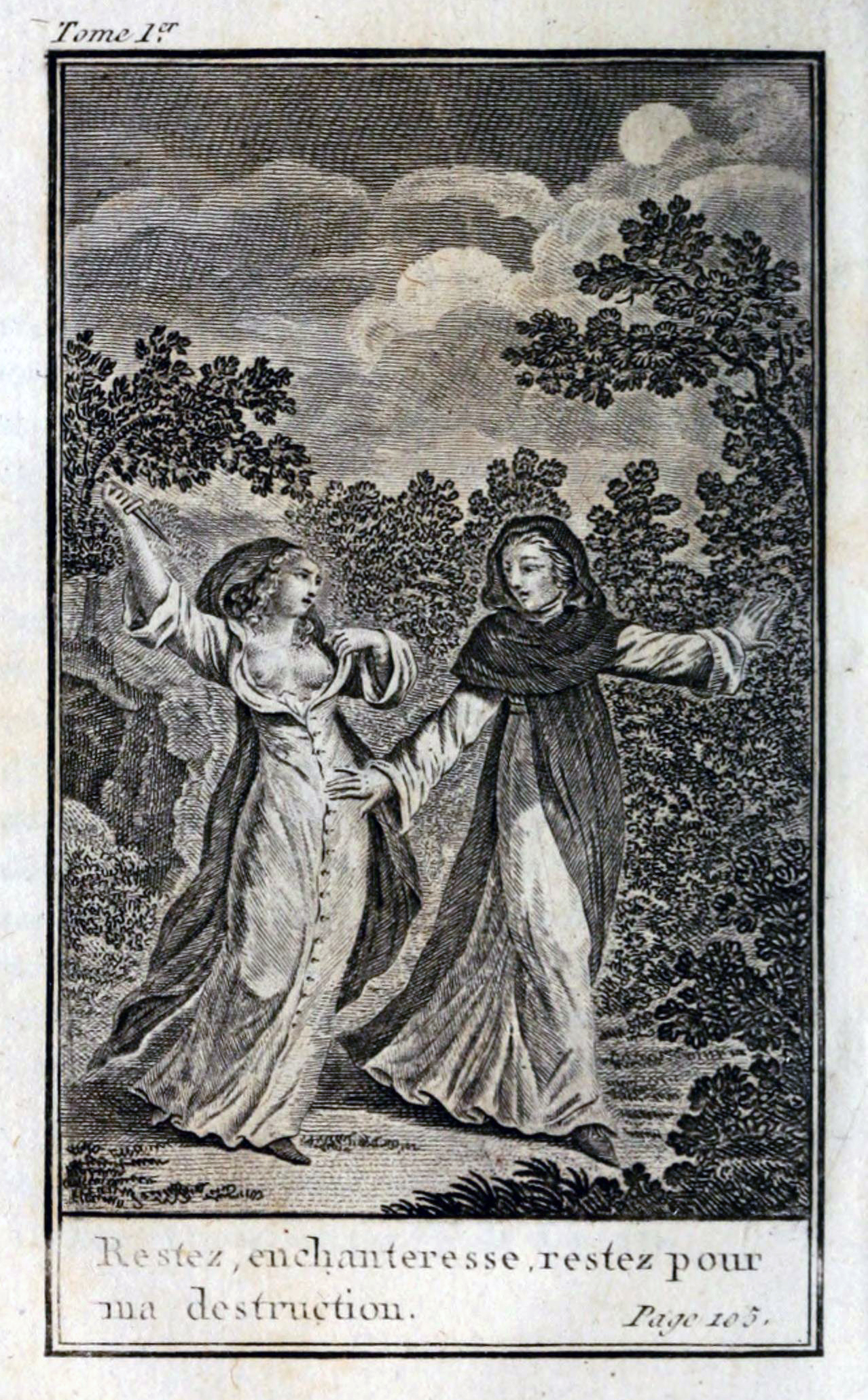
Fronstispice du Moine (tome I).

L'un des débats de l'époque portant sur la place du mal et du bien dans l'esprit humain, et par là sur la nature d'une esthétique de la terreur, elle choisit par opposition l'« horreur », impliquant davantage le lecteur dans les profondeurs transgressives des héros. De ce fait, elle se coule dans une nouvelle vague du gothique qu'illustrent déjà l'un des visiteurs de la Villa Diodati, M. G. Lewis, avec Le Moine, et l'aristocrate Beckford avec Vathek. Il s'agit désormais d'intérioriser l'épouvante, et à ce titre, Frankenstein « témoigne d'une maturation du genre gothique », ce que Muriel Spark décrit comme à la fois « un sommet et un arrêt de mort, les mystères étant résolus par le questionnement rationnel » et, ajoute Francis Lacassin, le surnaturel interprété « de façon matérialiste ».
D'ailleurs, la facture du roman, avec pour cadre du récit un échange épistolaire « de bon aloi »,
se trouve bien loin du roman dit terrifiant. Nous sommes entre gens de bonne compagnie, Mrs Saville lit les lettres de son frère (Walton) dans son salon huppé de Londres ; les ancêtres de Victor sont des notables de la ville de Genève, les De Lacey des paysans plutôt raffinés, pétris de vertus domestiques. Frankenstein, privilégiant le sérieux du rationnel aux divagations de l'imaginaire, obéit à des réflexes de conduite inculqués par son éducation. Rien d'étonnant, donc, que sa créature soit elle-même dotée d'une curiosité scientifique proche de l'avidité culturelle et s'éveille par l'intellect aux beautés du monde. En somme, tous ces personnages vivent dans les livres, ouvrages de voyage comme Walton, de philosophie pour Victor, de littérature surtout pour le monstre. Vibrant aux beautés de la nature, attendris par le « bonheur terrestre », enthousiasmés par le grandiose des sommets, ils ont foi dans les « vertus réparatrices de l'ordre naturel ».
Dans cet ordre bourgeois, l'excès devient suspect, la hâte nocive, la frénésie répréhensible. Aussi voit-on se dessiner en sous-main un procédé ironique latent qui vise à miner l'éloquence lyrique des personnages, en particulier les élans de Victor. Le passage à peine marqué au « grotesque » (ludicrous) par excès devient comme une punition littéraire que Mary Shelley inflige à son personnage ; pour lui, le rêve devient l'existence réelle et, d'ailleurs, après la mort d'Elizabeth, c'est uniquement pendant le sommeil qu'il peut « goûter la joie » : l'auteur semble mettre le lecteur en garde contre la tromperie des apparences. Alors, les agissements du monstre deviennent une véritable leçon par l'exemple, exemple a contrario des conséquences d'un acte irréfléchi, donc perturbateur et transgressif.

#### L'ironie fondatrice du texte
Tel est d'ailleurs l'argument développé par George Levine dans sa lecture de la tradition réaliste de Frankenstein : les conventions du langage gothique sont utilisées, mais pour mieux fonder l'ironie fondatrice du texte : à l'opposé de Melmoth, Frankenstein n'a pas pactisé avec le Diable. Son acte relève d'une impulsion généreuse (le monstre lui-même en convient), et il est possédé par le désir obsessionnel du savant qui « s'acharne à créer comme plus tard il s'acharnera à détruire ».
Ainsi, ce roman conjugue le réalisme avec l'esthétique du sublime pour ce que Max Duperray appelle « un face-à-face avec le monstrueux » qui affiche sa sémantique du regard (monstare) et les dangers qui l'accompagnent : tromperie des apparences, conviction kantienne que la beauté est symbole de bien et la laideur physique, ipso facto, son inverse. Et l'éloquence - cette apparence des mots - devient suspecte, à la mesure de la rhétorique romantique nourrissant le sublime, d'où, conclut-il, « l'autre sens de « monstre », monstrum, le signe, la prophétie, la mise en garde », non plus véhicule de la réalité mais entrée en matière de l'irreprésentable : le monstre est lui-même avertissement, signe des dieux, vivant reproche.

#### Le motif du double
Frankenstein illustre, selon Masao Miyoshi, la tradition romantique de la personnalité divisée (the divided self).

#### L'ambivalence constitutive
Même pour ses proches, Mary Shelley est restée plutôt mystérieuse. Lord Dillion, par exemple, souligne la différence existant entre ses écrits et sa façon d'être : « À la lire, écrivait-il, on la jugerait enthousiaste, assez indiscrète et même extravagante » ; alors que dans sa vie de femme, elle était « décontractée, calme et féminine au plus haut point ». Simple décalage entre l'art et la vie ou plutôt, selon Mary Poovey, une « division du soi » (self-division) ? Fille de deux célèbres rebelles romantiques, épouse d'un troisième, elle s'est vue, dès sa prime jeunesse, encouragée à « s'inscrire sur le registre de la gloire », à se prouver à elle-même par son imagination et sa plume. Ce faisant, elle n'a pas renoncé à se conformer au modèle prévalant de la femme dévouée à sa famille, effacée et non carriériste. D'où cette forme d'ambivalence, voire d'ambiguïté caractérisant son expression. Ainsi, la préface à Frankenstein de 1818 critique l'imagination égoïste ayant donné vie à une monstruosité hideuse, certes, mais attachante. En 1831, cependant, elle applique ce même jugement à sa propre transgression, tout en ajoutant que tout artiste est victime d'un implacable destin, ce qui élève d'autant l'expression artistique d'une femme à la hauteur d'un mythe.

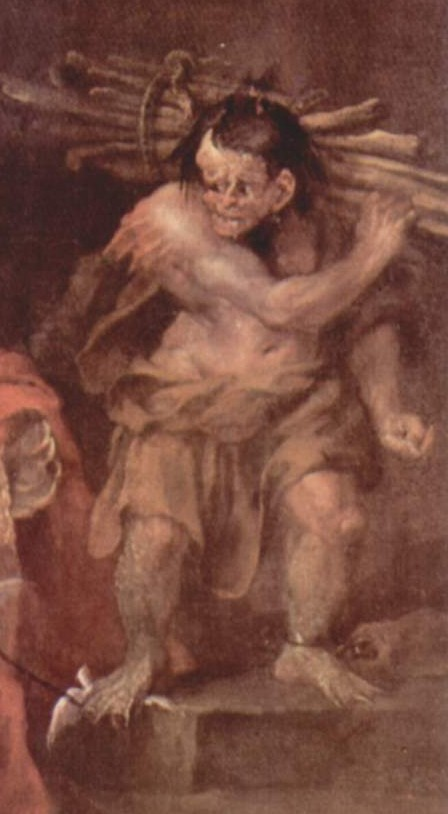
Caliban, vu par William Hogarth.

Cette ambivalence constitutive, se dramatisant en des scènes, confrontations ou tableaux, se retrouve tout au long du texte.
Au chapitre VII, Victor s'écrie à propos du monstre : « Je ne voyais, en cet être que j’avais déchaîné au milieu des hommes, doué de la volonté et de la puissance de réaliser des projets horribles, tel que l’acte qu’il venait d’accomplir, que mon propre vampire, mon propre fantôme libéré de la tombe ». Ainsi, lorsque le monstre agit, c'est lui, reconnaît-il, qui est coupable : si le savant téméraire qu'il a été s'en est d'emblée écarté, son ombre le suit où qu'il aille, à l'image du démon s'accrochant au vieux marin dans le poème de Coleridge. Transparaît ici une sympathie cachée entre le créateur et sa créature, mais qui éclate au grand jour dans le chagrin du monstre lors du décès du savant.
Les images de naissance, d'héritier et de mort de l'ascendant qui parsèment le texte tracent le chemin régressif de Victor qui, niant la part obscure de son être, refuse son double monstrueux, à l'inverse de Prospero reconnaissant Caliban,. D'après George Levine, ce motif du Doppelgänger, variation sur le thème de l'aliénation identitaire, s'étend au-delà de Frankenstein, par exemple à Elizabeth et Justine qui s'accusent de crimes non commis. Aussi « le trouble est-il jeté sur l'autonomie des personnes au profit du nœud œdipien sous-tendant le roman ».

#### «Œdipe ou la mère macabre?» (Claire Kahane)
En créant dans la douleur, Victor usurpe le rôle de la femme qui, absente de la sphère sociale et des sentiments, « n'en est pas moins le sujet nodal ou l'objet imaginaire que problématise le récit ». Il se soustrait progressivement à l'ordre diurne qui ne lui convient pas, celui de son père, patriarche défenseur de la loi, qui condamne, incarcère et exécute, pour se réfugier dans le régime nocturne où les lois de la reproduction échappent au schéma des successions. C'est une retraite régressive, où domine le secret désir de conférer la vie et où règne l'ordre maternel. D'ailleurs, à Walton, Frankenstein évoque ce secret, l'impossible à dire, « celui de la naissance des enfants, ce dont on ne peut parler, qu'on peut seulement rêver dans l'isolement d'un univers matriciel, comme celui d'un laboratoire. »
Il est un songe de Frankenstein sans doute lourd de signification : alors que son travail est accompli, il y embrasse Elizabeth, sa sœur adoptive et future épouse, qui, dans l'étreinte, se mue en corps de la mère morte. L'ambition de posséder le formidable secret de l'univers et de créer la vie serait-elle associée au spectacle de la mère perdue ? Pour reprendre la formulation de Max Duperray, « l'acte créateur […] peut se lire comme concomitant de la disparition de la mère, quasiment compensatoire ». Selon J. M. Hill, l'introspection qu'il pratique, d'abord lucide mais bientôt maladive, remonte le mécanisme fatal ayant conduit du bonheur familial au drame, de la lumière aux ténèbres ; et il en arrive au mariage du père qui, en l'épousant, a sauvé une orpheline, schéma réitéré avec Elizabeth. D'où une contradiction flagrante du récit, horreur née d'intentions touchantes, crime perpétré au nom de grands sentiments, désir auto-détruit dans sa réalisation.
Comme le rappelle Claire Kahane, si le lecteur masculin voit plutôt l'intrigue œdipienne et l'affleurement incestueux, « la critique féministe articule le texte sur le rôle de la « mère macabre », présence spectrale dont le corps devient synonyme du secret où se confondent mère et fille dans des reflets en miroir ». La terreur gothique de ce roman serait-elle celle de la procréation ?

#### L'inscription dans l'ordre du langage
Le monstre affiche sans cesse son désir de s'inscrire dans l'ordre du langage, le seul dont il dispose impunément. En cela, il poursuit l'ambition de son créateur alter ego, comme d'ailleurs tous les narrateurs du récit qui peuvent « disséquer, analyser, donner des noms ». Chacun d'eux appartient à la chaîne signifiante à quoi le monstre aspire et pour mettre son désir en pratique, il acquiert la « science divine » et ses premiers mots désignent les liens familiaux. Cependant, souligne Peter Brooks, « son initiation linguistique […] lui apprend sans faute que le langage est du côté de la culture et non de celui de la nature […], découverte vitale, car le côté de la nature est irrémédiablement marqué par l'absence, le monstrueux ».
Ainsi, le roman se sépare des attendus rousseauistes d'une nature édénique. Plutôt force démoniaque et amorale, c'est en elle que Frankenstein trouve les ingrédients « naturels » de son ambition « contre nature ». Comme l'écrit Max Duperray, « les objets sont là, mais c'est leur mise en relation qui pose problème, leur interrelation et le système de signification que cela implique, autrement dit le langage ».

#### La non-résolution du texte
David Collins reprend deux des trois ordres lacaniens, l'imaginaire et le symbolique : le premier correspond au stade primaire du développement, celui, spéculaire, du miroir, où le sujet se voit illusoirement comme autre ; le second, ultérieur, décrit le stade où il accède au système symbolique organisant la relation avec autrui, c'est-à-dire le langage. Victor, selon lui, se situe entre cet ordre second qu'incarne la société patriarcale dont il est issu - c'est son côté diurne –, et le premier qui l'enferme dans la solitude de la nuit et l'écarte des études sur le langage, ce qu'il explique au chapitre II. Il choisit de s'abîmer dans l'ésotérisme des sciences magiques, « par où il compte retrouver le pôle maternel perdu […] recréant la mère par l'artifice du corps reconstitué ». Ainsi, Victor fabriquerait le monstre en réaction contre l'ordre symbolique, mais ce dernier refuse sa condamnation à l'ordre imaginaire : chez lui, l'exil devient ontologique.
À ce compte, ni la métaphore du paradis perdu, ni le surnaturel gothique, ni l'esprit de progrès, ni même l'élan révolutionnaire ne peuvent cerner la nature du roman. Situé, selon Rosemary Jackson, entre l'étrangeté et le familier, il fait du mal, non un absolu, mais un échec des ambitions humaines : futilité des rêves rationalistes, inanité de la sur-nature romantique ; ne reste à contempler que « le moi comme autre, grotesque métamorphose dénuée de gratification ». Et, ajoute Max Duperray, en reprenant la formulation de Rand Miller, « la fiction inaugurale de l'homme nouveau s'abîme en une entropie, l'indifférenciation du pôle, la confusion entre l'homme et le monstre, préfigurant la fiction terminale, un roman de l'apocalypse, Le Dernier Homme (The Last Man) »,.

## Adaptations
Le roman de Mary Shelley a été adapté de multiples façons, au théâtre, au ballet, en bande dessinée, ou sous forme de jeu vidéo. Mais c'est surtout au cinéma et à la télévision que l'histoire de Frankenstein est représentée, dans de grosses productions comme dans des séries B.
Les lecteurs français découvrent le texte en 1821. Il faut attendre 1922 pour une traduction de l'édition anglaise de 1831.

### Théâtre et littérature

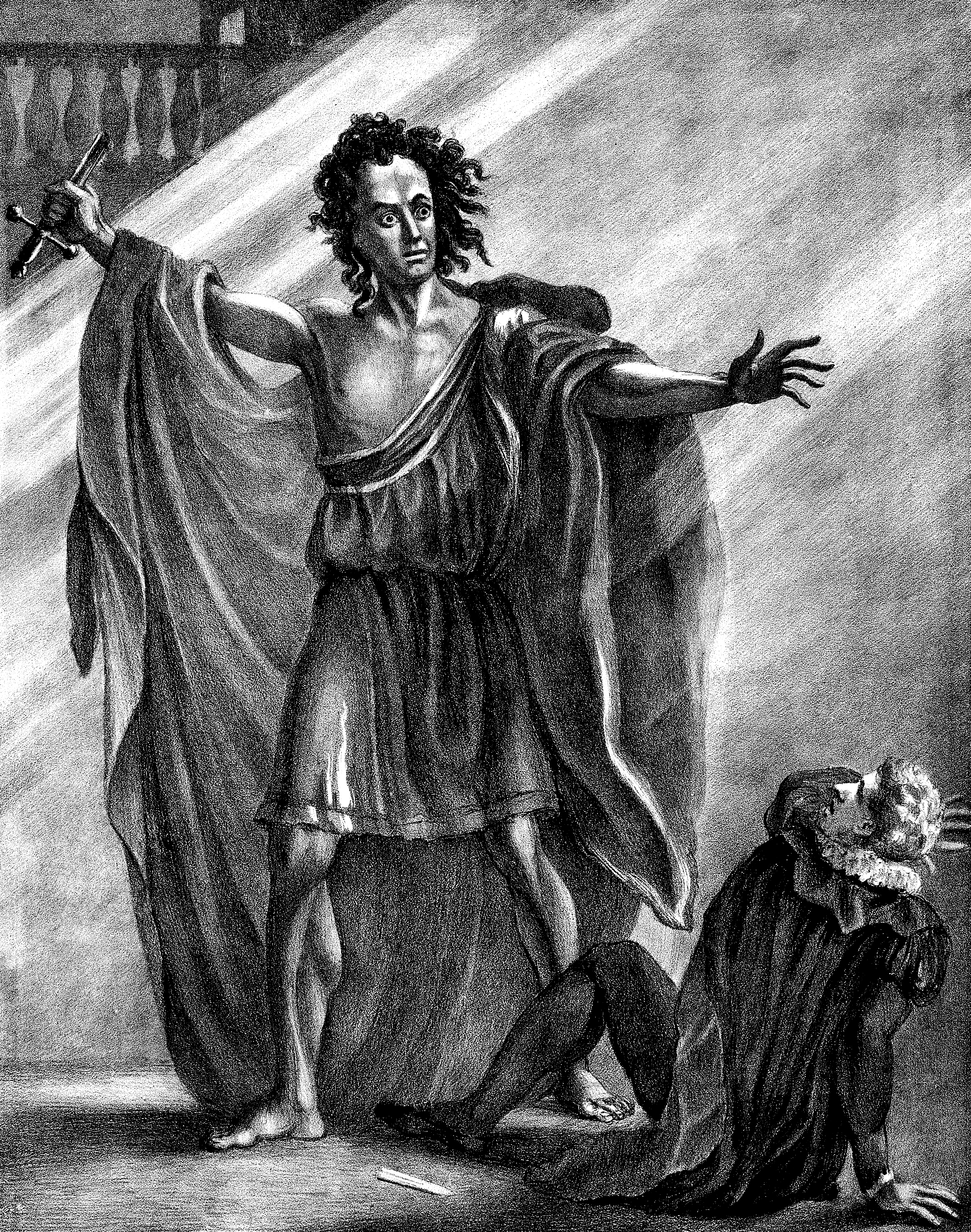
L'acteur T. P. Cooke interprétant le rôle du monstre dans la pièce de théâtre Presumption or the Fate of Frankenstein, en 1823.

Le triomphe de Frankenstein lui vaut d'être adapté au théâtre dès 1823 par Richard Brinsley Peake, dans la pièce Presumption or the Fate of Frankenstein. À Paris, dès 1826 le sujet est transposé dans Le Monstre et le Magicien, mélodrame-féérie en trois actes, à grand spectacle de Jean-Toussaint Merle et Antony Béraud, (théâtre de la porte Saint Martin, première le 10 juin 1826, avec la célèbre actrice Marie Dorval). La pièce sera reprise en 1861 à l'Ambigu.
En 1927, Peggy Webling signe une nouvelle version théâtrale, simplement intitulée Frankenstein. Ces pièces, qui remportent des grands succès en leur temps, contribueront à inspirer les films adaptés plus ou moins fidèlement du roman. Le livre de Mary Shelley a par ailleurs fait l'objet de plus d'une centaine d'adaptations au théâtre. Récemment encore, Kornél Mundruczó en a proposé une adaptation libre dans Tender Son: The Frankenstein Project qu'il a portée au cinéma en 2010 et en 2011, puis que Danny Boyle a mis en scène cette même année pour le théâtre sous le titre Frankenstein (2011), avec Benedict Cumberbatch et Jonny Lee Miller jouant alternativement le rôle de la créature et de Victor Frankenstein.
Des adaptations pour le ballet ont été créés, comme en 1986 avec Frankenstein, the modern Prometheus par Wayne Eagling à Covent Garden, et en 2007 avec Frankenstein par Guilhermo Botelho au Grand Théâtre de Genève.
En littérature, divers écrivains ont signé des variations autour du mythe, comme Jean-Claude Carrière — auteur chez Fleuve noir, entre 1957 et 1959, de six romans Frankenstein censés être la suite de celui de Mary Shelley — ou Brian Aldiss, auteur en 1973 du roman de science-fiction Frankenstein délivré, qui mêle les personnages de Frankenstein ou le Prométhée moderne — ainsi que Mary Shelley elle-même — à une histoire de voyage dans le temps. Entre 2005 et 2011, Dean Koontz a publié cinq romans constituant une suite de l'œuvre de Mary Shelley. L'écrivain André-François Ruaud a écrit les essais Les Nombreuses vies de Frankenstein en 2008 et Sur les traces de Frankenstein en 2017 dans lesquels il mêle fiction littéraire et histoire.

### Cinéma et télévision

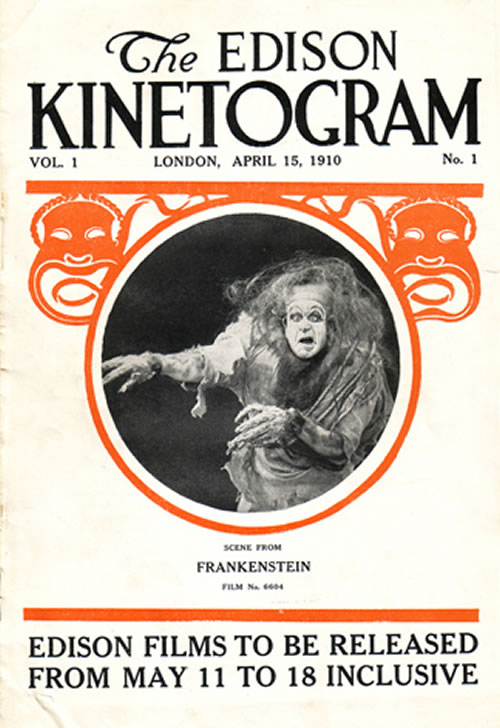
Affiche du film muet de 1910.

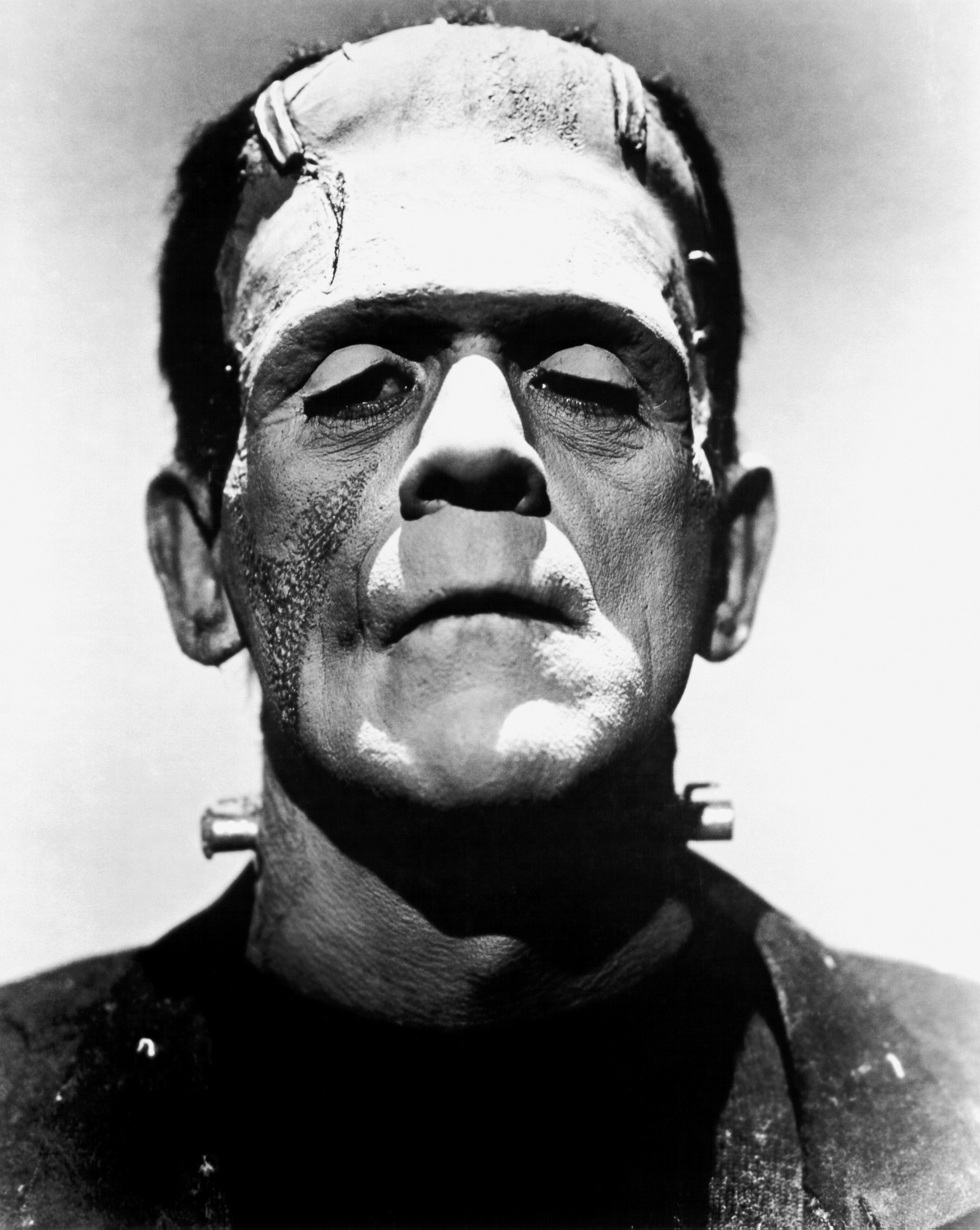
Boris Karloff dans le rôle du monstre (photo publicitaire pour le film La Fiancée de Frankenstein, 1935).

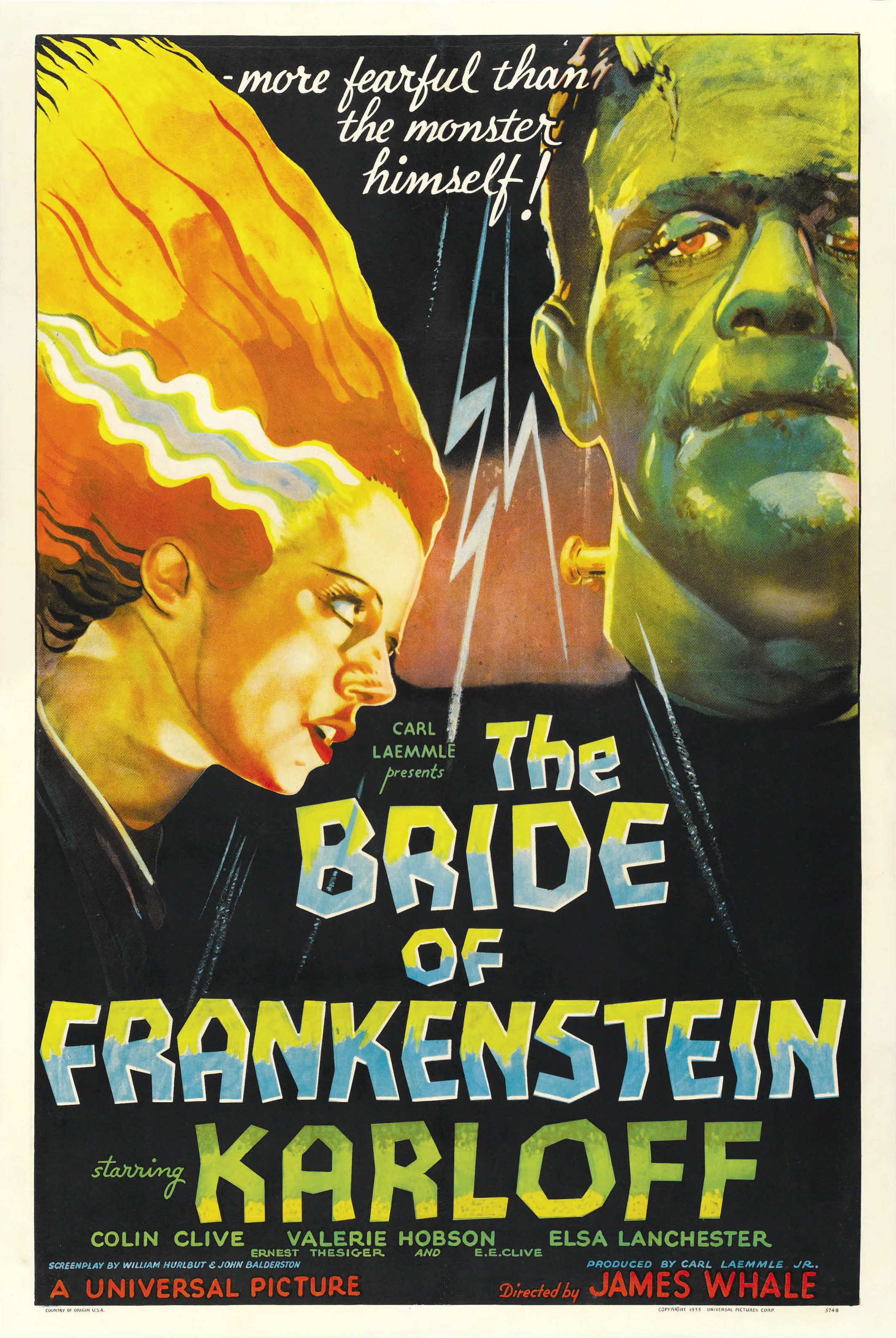
La Fiancée de Frankenstein, 1935.

La première adaptation du roman au cinéma est réalisée dès 1910 par J. Searle Dawley. C'est cependant avec le film sorti en 1931, adapté de la pièce de Peggy Webling et réalisé par James Whale pour Universal Pictures avec Boris Karloff dans le rôle de la créature, que le roman de Mary Shelley donne naissance à un véritable filon cinématographique. Le maquillage créé par Jack Pierce reste célèbre, de même que divers aspects du film qui marquent suffisamment le public pour devenir des stéréotypes de l'épouvante. En 1935, James Whale réalise une suite, La Fiancée de Frankenstein (The Bride of Frankenstein), généralement considéré comme un grand classique du genre, supérieur à son prédécesseur. Ce second film, tout en s'écartant encore plus du roman que le précédent, rend néanmoins hommage à sa genèse littéraire en faisant apparaître, dans un prologue, les époux Shelley et lord Byron. Boris Karloff reprend à nouveau son rôle en 1939 dans un troisième film, Le Fils de Frankenstein. Le monstre — interprété par d'autres acteurs, dont Lon Chaney Jr. et Béla Lugosi — apparaît dans d'autres productions de la Universal, jusqu'à ce que la mode des Universal Monsters décline à la fin des années 1940.
À la fin de la décennie suivante, le studio britannique Hammer lance une nouvelle série de films, qui mettent en vedette non plus le monstre mais le docteur Frankenstein, interprété la plupart du temps par Peter Cushing et présenté cette fois comme un savant fou. Le mythe de Frankenstein, devenu l'un des archétypes du cinéma d'horreur, est abordé dans de très nombreux films ou téléfilms, dont la plupart n'ont qu'un lointain rapport avec le texte d'origine. En 1994, Kenneth Branagh réalise Frankenstein — avec lui-même dans le rôle de Victor Frankenstein et Robert De Niro dans celui du monstre — qui, contrairement à la majorité des autres films, adapte directement le roman de Mary Shelley (son titre original étant d'ailleurs Mary Shelley's Frankenstein). On peut également citer la mini-série télévisée Frankenstein (2004) ou le film Docteur Frankenstein (2015). Plus de cent films s'inspirent de manière plus ou moins directe du roman de Mary Shelley — ou des films de James Whale — qu'il s'agisse d'en adapter l'histoire ou simplement de mettre en scène ses personnages.
Par ailleurs, une confusion s'opère avec le temps dans l'esprit du public entre Victor Frankenstein et le monstre qu'il a créé. La méprise, qui date de la pièce de Peggy Webling, est renforcée par les films de James Whale, et notamment La Fiancée de Frankenstein, où le monstre et le savant ont tous deux une « fiancée » : la créature, qui n'a à l'origine pas de nom, tend fréquemment à être appelée Frankenstein, apparaissant parfois dans des œuvres qui continuent d'utiliser le nom de Frankenstein bien que le personnage de Victor Frankenstein n'y figure pas.
Diverses autres adaptations font parfois se rencontrer la créature — et/ou son créateur — et d'autres personnages de fiction, comme Dracula, voire Sherlock Holmes. Cette tendance débute dès 1943 avec Frankenstein rencontre le loup-garou, où Universal organise l'affrontement de deux de ses monstres-vedettes. Parmi les variations — parfois fantaisistes — autour de Frankenstein, on peut citer Frankenstein vs. Baragon (qui mêle le mythe de Frankenstein avec le genre des monstres géants japonais) réalisé en 1965 par Ishirō Honda, Dracula, prisonnier de Frankenstein (Drácula contra Frankenstein) et Les Expériences érotiques de Frankenstein (La Maldición de Frankenstein) tous deux réalisés par Jesús Franco en 1972, La Résurrection de Frankenstein (adaptation de Frankenstein délivré) de Roger Corman en 1990, Van Helsing de Stephen Sommers en 2004, etc.
Des films comiques ou parodiques ont aussi mis en scène Frankenstein (et/ou sa créature) comme Deux Nigauds contre Frankenstein (Abbott & Costello Meet Frankenstein) de Charles Barton en 1948 ou Frankenstein Junior (Young Frankenstein) de Mel Brooks en 1974.
On peut également citer Gothic de Ken Russell, sorti en 1986, et Un été en enfer (Haunted summer) de Ivan Passer, sorti en 1988, deux films qui s'inspirent non pas du roman mais de sa genèse, en dépeignant le séjour des Shelley et de leurs amis au lac Léman. Le film biographique Mary Shelley (2018) revient également sur cet épisode.

### Bande dessinée
Des auteurs de bande dessinée se sont aussi intéressés à l'histoire de Frankenstein, qu'ils soient européens, asiatiques ou américains. Comme pour les adaptations filmiques, ces bandes dessinées racontent plus ou moins fidèlement le roman (par exemple Frankenstein de Marion Mousse et Marie Galopin en 2007 chez Delcourt), ou reprennent seulement les grands thèmes du roman pour raconter une toute nouvelle histoire (tel  Frankenstein encore et toujours d'Alex Baladi publié en 2001 par Atrabile). L'Italien Guido Crepax signe en 2002 un Frankenstein qui adapte directement le roman de Mary Shelley. En 2021, c'est l'auteur Georges Bess qui adapte l'histoire de Frankenstein, dans un ouvrage publié par les éditions Glénat.
Dans le tome 11 de la BD "Requiem, chevalier vampire" de Pat Mills et Olivier Ledroit, est représenté le séjour de Mary Shelley et ses compagnons à la villa Diodati lors duquel, par l'intermédiaire d'expériences occultes, elle entrevoit des visions de l'enfer qui lui inspireront sa créature de Frenkenstein, qui y est donc parodiée.
Outre la bande dessinée européenne, le mythe est présent aussi bien dans les comics américains (dès 1940 dans le comic book Prize Comics édité par Prize Publications écrit et dessiné par Dick Briefer) que dans les mangas japonais (ainsi Frankenstein de Junji Itō ou Embalming - Une autre histoire de Frankenstein de Nobuhiro Watsuki). Les deux plus importants éditeurs américains de comics, Marvel et DC, ont inclus le monstre de Frankenstein parmi leurs personnages. Le premier en 1973 dans une série de comic books scénarisée par Gary Friedrich et dessinée par Mike Ploog, dont la créature est la vedette ; le second en 2005, dans la maxi-série Seven Soldiers de Grant Morrison qui remporte un Prix Eisner en 2006 dans la catégorie « Meilleure série limitée ». Marvel a par ailleurs publié en 1983 une édition intégrale du roman illustrée par Bernie Wrightson.

### Chansons
Le monstre a inspiré plusieurs chansons, œuvres surtout influencées par le film sorti en 1931 et réalisé par James Whale. Boris Vian crée en 1959 un morceau intitulé Frankenstein (« ...Frankenstein est le grand ami de Fantômas ! ») dans lequel il met en scène le monstre de façon plutôt farfelue. Ce titre est interprété par Louis Massis et Roland Gerbeau. Nicole Paquin enregistre en 1961, avec Mon Mari C'est Frankenstein, l'un de ses plus grands succès. Jean-Claude Massoulier écrit et interprète Frankenstein et Dracula (« L'un était affreux, l'autre était atroce ») en 1964. Sur une musique parodiant celles des films d'horreur, Serge Gainsbourg compose le titre Frankenstein interprété par France Gall en 1972 (« Fallait un cerveau aussi grand qu'Einstein / Pour en greffer un autre à Frankenstein / Faire de plusieurs cadavres en un instant / Un mort vivant). La Créature est l'objet de nombreuses autres musiques et chansons : Frankenstein par The Edgar Winter Group (1972), Frankenstein par Louis Chedid (1976), UrUr Enkel von Frankenstein par Frank Zander (1974 et 2006), Feed My Frankenstein par Alice Cooper (1991), Frankenstei par Iced Earth (2001), Frankenstein par Marcus Miller (2005).